# 東武バス

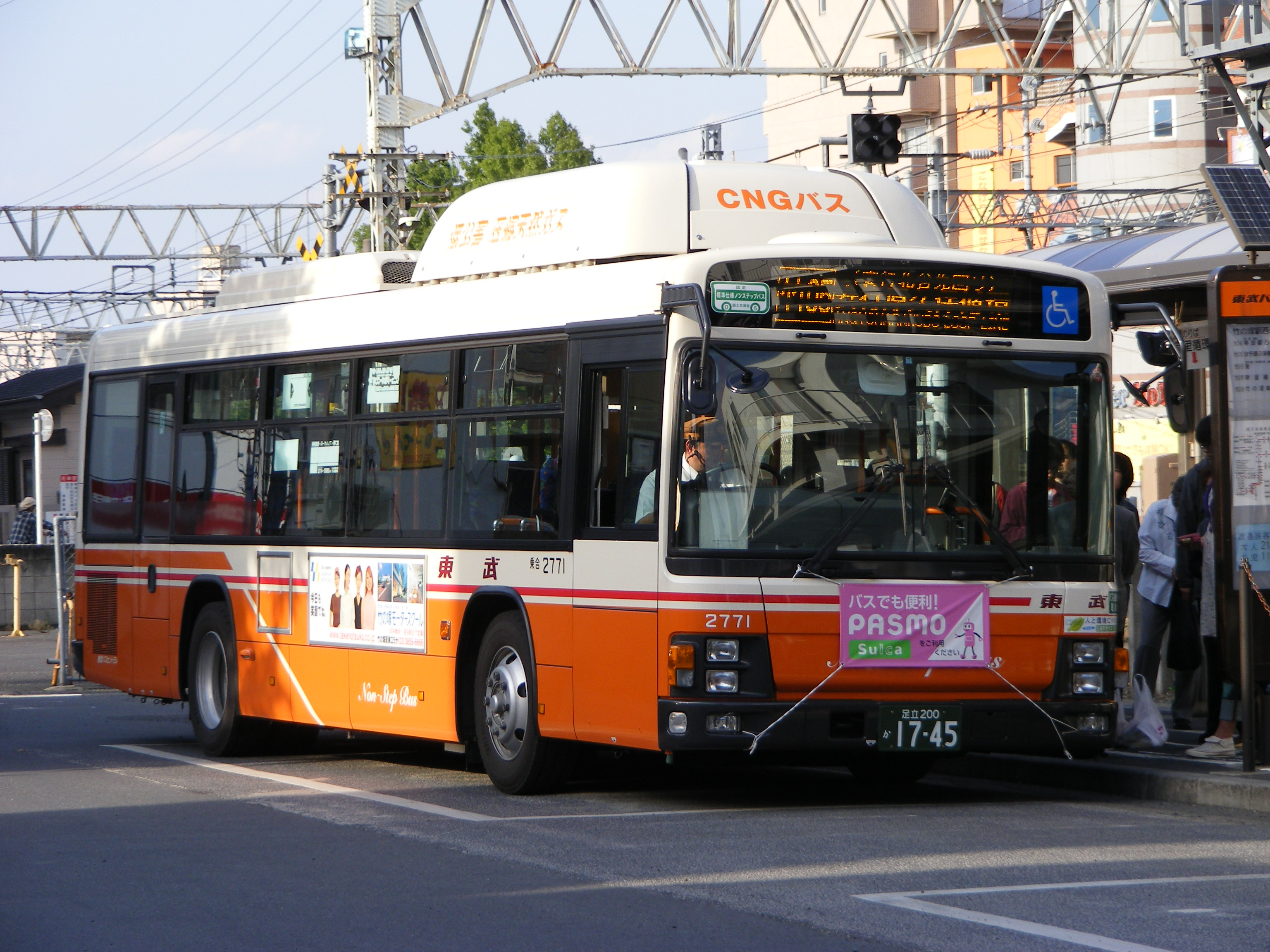
東武バスの一般路線車両（東武バスセントラルで使用される天然ガス車）

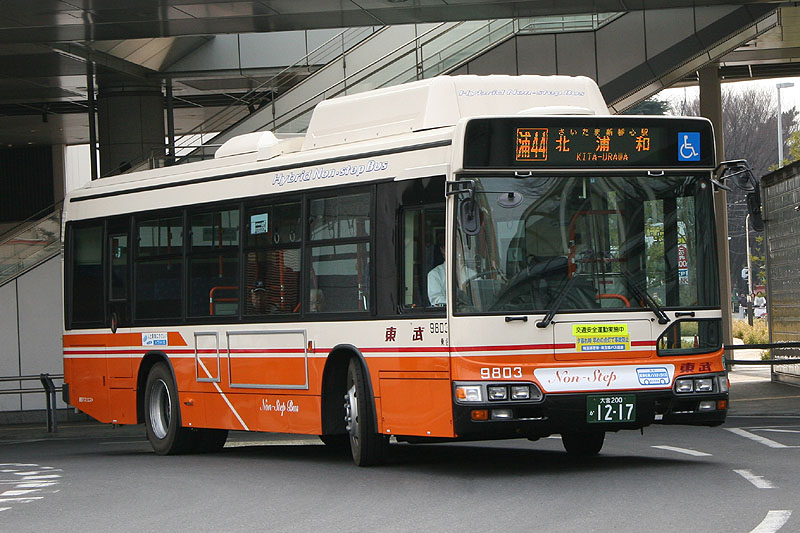
東武バスの一般路線車両（東武バスウエストで使用されるハイブリッド車）

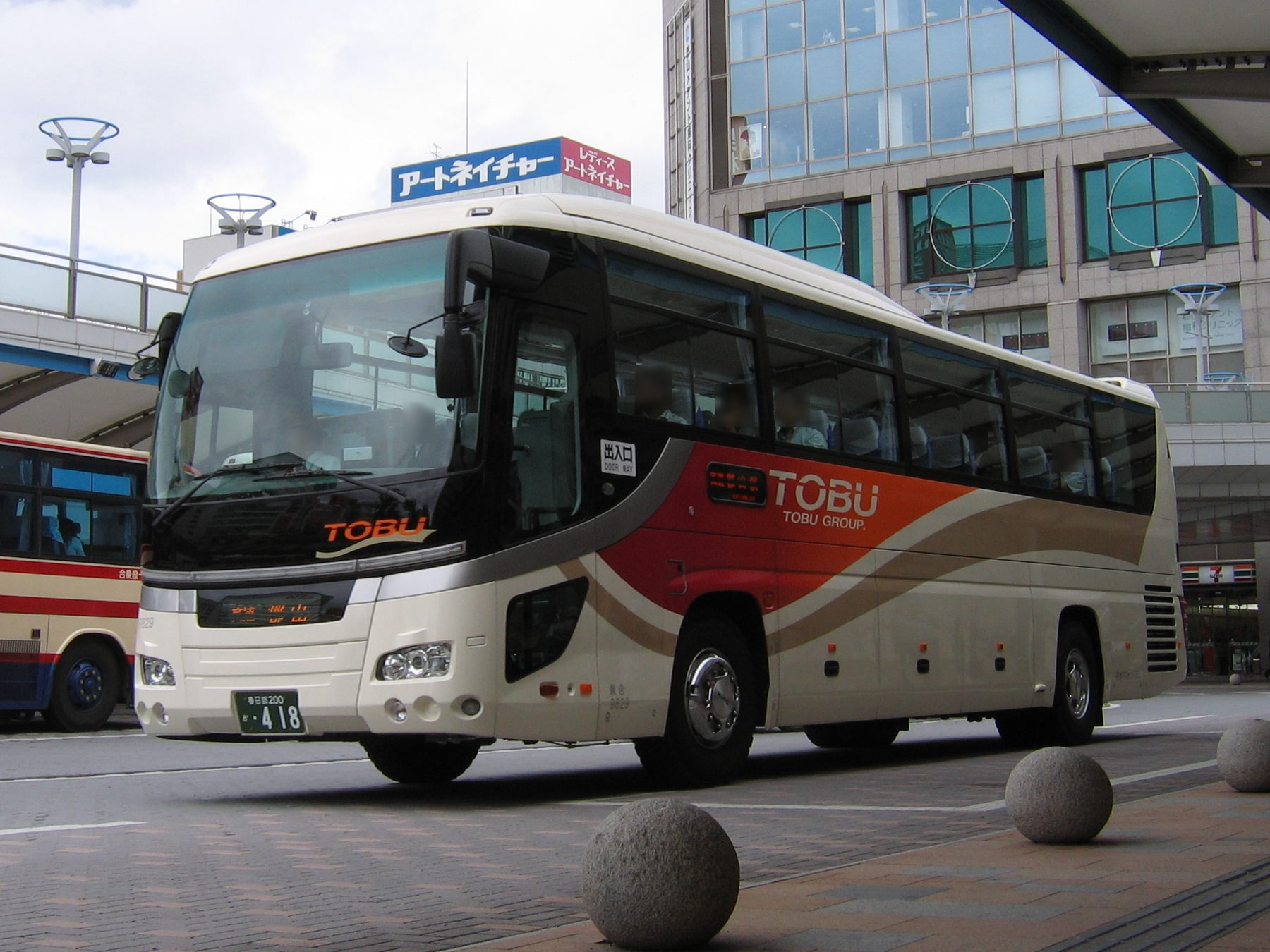
東武バスの高速車両（あだたら号）

東武バス（とうぶバス）は、東武グループが運営するバス。以下の定義がある。
- かつて東武鉄道バス事業本部が運行していたバスの通称。
- 東武バス株式会社 - 上記同社からの分社により設立。下記の運行担当子会社3社の統括会社。
  - 東武バスセントラル株式会社
  - 東武バスウエスト株式会社
  - 東武バス日光株式会社
- 上記の運行担当3社が運行するバスの総称。
- 東武バスグループ - 東武バス株式会社および運行担当3社の総称。

本項では東武バス株式会社を中心に、これらを総括して詳述する。
東武バス株式会社（とうぶバス、英: TOBU BUS CO., LTD.）は、東京都北東部、埼玉県南部および西部、千葉県北西部、そして栃木県日光地区に路線を有する東武グループのバス事業者。
かつて「東武バス」は東武鉄道バス事業本部が運営するバス事業を指す呼称であったが、2002年4月にバス事業本部が分社化され、東武バス株式会社が設立された。東武バス株式会社は統括会社（中間持株会社）として管理業務のみを行い、バスの運行は同社の地域子会社として設立された東武バスセントラル、東武バスウエスト、東武バス日光の3社が担当する。これらの運行会社を合わせた3社で東武バスグループを形成する。
なお、地域子会社のひとつであった東武バスイーストは2021年10月1日付で東武バスセントラルへ吸収合併 された。

## 沿革

### 東武バスの生い立ち
東武バスの歴史は、昭和初期に東武鉄道が2本建ての経営形態によりバス事業を開始したことに始まる。その一つは、1933年10月17日に傍系会社として毛武自動車を設立し東武本社内で創立総会を開催し、群馬県内や太田 - 熊谷間などでのバス事業を同年10月27日に開始した。もう一つは、翌1934年4月1日に東武鉄道本体が埼玉県川越地区において直営の路線バス事業を開始したものである。以後、おおむね東武本線沿線は毛武自動車→東武自動車（1936年9月改称）、東武東上線沿線は東武鉄道直営によってバス路線の拡張が進められることとなるが、関東地方では他の大手私鉄と比べるとバス事業開始の時期が遅かったため、既に沿線には多数の中小バス事業者が乱立しており、事業の拡張は主にそれらの買収・合併により進められた。
毛武自動車は当初、本社を向島区の東武本社内、営業所を群馬県太田市にを置き、太田や桐生、埼玉県の熊谷周辺に路線を有していたが、創業から1年が経った1934年には早くも両毛回進社、東毛自動車、毛武遊覧自動車の3社を合併し、事業規模を拡大した。さらに周辺事業者の買収を行い、1935年6月1日には群馬県北部における営業を本格化するため前橋営業所を設置。翌1936年に騎西自動車、野州自動車等を買収し、加須（埼玉県）や栃木、渋川（群馬県）に営業所を新設した（前橋は渋川の出張所となる）。
東武自動車に改称して以降は事業区域を毛武地方から周辺地域へと広げ、1937年に奥日光自動車、赤城山自動車、坂東自動車を合併して利根地方に路線を拡大するとともに沼田営業所を設置した。さらに同年には、桐生市内線等を運営する桐生市街自動車も合併し、両毛地方の桐生、伊勢崎、館林にも営業所を開設した。
一方、川越地区において開業した東武鉄道の直営バスも徐々に周辺事業者の買収を繰り返し、東上線沿線の成増から松山、更に東武伊勢崎線沿線の越生、草加周辺等へと路線網を拡大。1939年に東武鉄道の直営バス事業を東武自動車が引き継ぐことでバス事業の一元化が図られることとなり、旧：東武直営バスの車庫は川越営業所、草加営業所となった。さらに同年、傍系会社の京水モーターバス、埼玉自動車、英自動車の3社を合併、それぞれの事業を南千住、熊谷、下館の各営業所を設置して継承した。

### 戦時統合
日中戦争以降の戦争拡大に伴う物資不足によりバス事業の継続が困難となる中で、鉄道省は交通統制の必要から陸上交通事業調整法を施行し、1941年より地域ごとにバス事業者の統合を命じていった。これに従い、東武自動車は埼玉・群馬・茨城・栃木各県における統合主体となって多数の事業者を買収。さらに太平洋戦争下の1943年に傍系の茨城急行自動車（現存する同名の茨城急行自動車とは異なる）、群馬自動車、上武自動車の3社を合併し、境、中之条、本庄に営業所または出張所を置いて事業を継承した。また1944年には、東武鉄道が総武鉄道（東武野田線の前身）を合併したことにより引き継いだバス事業を東武自動車が譲受し、大宮、野田両営業所を設置した。
都内においては、常磐線東南部の路線が京成電鉄に併合されることになったため、南千住営業所の路線のうち、千住大橋 - 堀切間を同社に譲渡した。さらに1942年に南千住営業所に対して疎開命令が下ったため、これを西新井に移転して西新井営業所とした。また1945年には花畑乗合自動車を合併し、草加 - 北千住間などの路線を継承している。

### 戦後の発展
第二次世界大戦後の1947年には、東武鉄道が東武自動車および日光軌道を再度合併し、以後2002年に分社化されるまでの東武鉄道のバス事業の基礎が確立された。同年6月25日には東京都交通局と東京駅〜草加間の共同運行に着手するなど周辺事業者との共同運行をやりつつ、その後も千葉、埼玉、群馬で路線の拡大を図っていく。また1958年には阪東自動車を1963年には内山運輸（現茨城急行自動車の前身）をそれぞれ傘下に収めるなど他の事業者の買収やグループ化を進めながら、東北急行・常磐急行など長距離バス会社の経営にも進出している。

### 路線撤退と移管

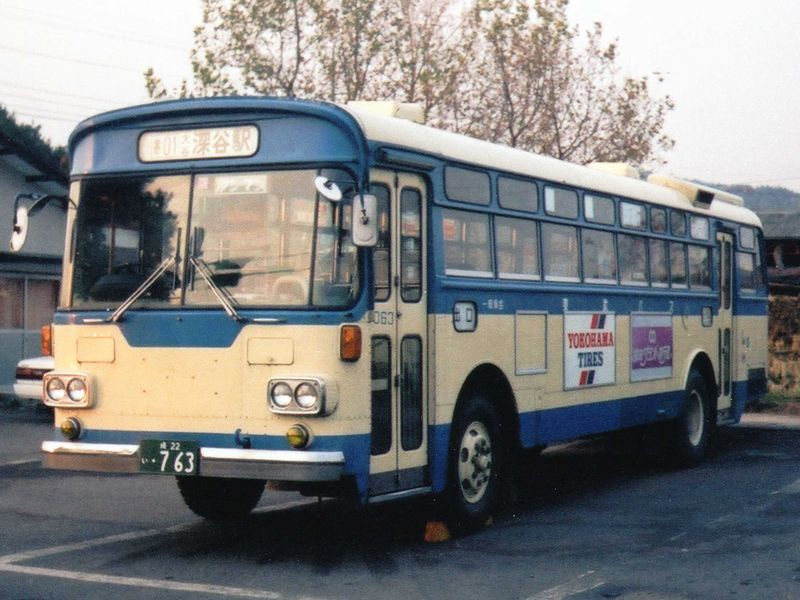
1970年代の路線バス（旧塗装、日野・RE120）

しかし1970年代に入ると、群馬県を始めとする北関東地域での急速なモータリゼーションとそれによる道路渋滞の発生、鉄道網の発達による利便性の向上、山間部における過疎化など、日本全国の各地で見られた問題が影響し、徐々に東武鉄道のバス事業は縮小していくこととなった。
1980年代には輸送人員が1970年前後の約2割程度まで激減（8割減）した結果、特に関東地方北部の栃木県・群馬県および埼玉県北部において、路線の廃止や東武グループの貸切バス事業者への移管が進められていくようになった。この地域は東武鉄道による独占営業地帯であったことと、他に例を見ない急速な路線撤退であったため、その過程において1986年には館林市が全国初の「バスの走らない市」にまで至る事態につながった。

### 地域分社化

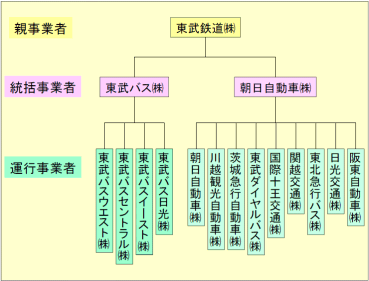
東武鉄道グループのバス事業者（東武ダイヤルバスは2008年に日光交通に統合、東武バスイーストは2021年に東武バスセントラルに統合）

しかしこの急速な路線撤退にもかかわらず、東武鉄道のバス事業は赤字へと転落することとなった。このため1990年以降は、さらなる路線の縮小や東武グループ以外の事業者への移管を推し進めた。2000年以降には従来東京のベッドタウンとして団地線を中心に収益を生み出していた埼玉県南部の地域の路線も移管されはじめた。そうした厳しい状況下で、東武鉄道は経営改善を目指すために社内分社など様々な方策を検討することとなった。
その結果、東武鉄道本体の労働コストのままバス事業を続けていくことは困難であるとして、2001年9月にバス事業の分社化を決定した。バス事業を資産管理会社東武バス、運行会社をエリアごとに東武バスイースト、東武バスセントラル、東武バスウエスト、東武バス日光の4社に地域分社化し、2002年1月30日に各子会社を設立して移管が実施された。だが移管後もつくばエクスプレスの開業などにより大きな影響を受けることとなった。
2020年以降は新型コロナウイルス感染症による乗客減に見舞われ、税負担が軽減される1億円への減資を2021年6月22日の株主総会で決めた（実施は同年9月1日）。翌年にも首都圏における緊急事態宣言の発出による外出自粛や企業のリモートワーク推進により乗客減が続く中で、将来的な少子高齢化も見据えたバス事業の安定的継続と収益力強化を図るためとして、東武バスは2021年7月1日付のニュースリリースで、運行エリアの近い東武バスセントラルと東武バスイーストの統合を発表。同年10月1日付で東武バスセントラルを存続会社として東武バスイーストを吸収合併した。

## 年表

### 前史
- 1923年（大正12年）12月16日：桝田貞吉が、野田 - 中里 - 関宿渡船場、野田 - 蕃昌 - 小山渡船場、野田 - 中野台間で、乗合自動車を開業する[7]。
- 1924年（大正13年）11月1日：下総自動車会社が、松戸 - 馬橋 - 柏間で、乗合自動車の定期運転を開始する[8]。
- 1925年（大正14年）1月9日：下総自動車会社が赤字のため、松戸 - 柏間の乗合自動車を運行中止する[8]。
- 1926年（昭和元年）
  - 2月6日：内野亀吉が、草加駅 - 南埼玉郡潮止村大字大瀬間で、乗合自動車の運行認可を受ける[9]。同年10月12日、潮止橋 - 戸ケ崎間の延長許可を受ける[9]。
  - 10月24日：サカエ自動車商会が、柏駅 - 篠籠田 - 流山間で、乗合自動車の運行を開始する[8]。
- 1927年（昭和2年）12月1日：栄自動車会社が設立登記、花野井（現：柏市）の吉田甚左衛門が社長に就任[8]。同年、柏駅 - 水堰橋間で乗合自動車の運行を開始[8]。
- 1928年（昭和3年）4月12日：秋元金次郎が、流山 - 運河駅前間で乗合自動車を開業する[7]。
  - 7月5日：栄自動車が、松戸町小山 - 我孫子間で運行開始[8]。同年に栄自動車我孫子営業所を開設[8]、我孫子駅 - 布施弁天間、我孫子駅 - 木下 - 成田間の路線を開設[8]。
- 1930年（昭和5年）7月1日：栄自動車が、柏 - 松戸間で運行開始[8]。翌年に同区間を増発[8]。
- 1931年（昭和6年）4月：栄自動車が、柏駅 - 布施弁天間で運行開始[8]。

### 東武のバス事業進出と戦時統合
- 1933年（昭和8年）
  - 10月26日：栄自動車が丸三自動車（野田町）と、柏 - 野田間の乗合自動車免許をめぐり競願となる[8]。
  - 10月27日：東武鉄道の傍系会社として毛武自動車を設立。桐生 - 足利、太田 - 熊谷、太田 - 桐生、境町 - 深谷で乗合自動車事業を開始[10][11][4]。
- 1934年（昭和9年）
  - 4月1日：東武鉄道直営の乗合自動車事業を川越地区で開始する[10][11]。越生自動車線（川越西町 - 梅園）、川越市街自動車線（川越西町 - 神明町）、高坂線（川越西町 - 高坂）の3路線[10][11]。
  - 8月20日：東武鉄道、成増 - 川越間の路線譲受の認可を受ける（同年10月1日に運行開始）[10][11]。
  - 10月30日：毛武自動車が、両毛回進社（桐生 - 新桐生ほか）、東毛自動車（足利 - 小泉、太田 - 小泉ほか）を合併する[10][11]。
  - 12月24日：毛武自動車が、杉戸 - 幸手間で運輸事業譲受の認可を受ける[10][11]。
- 1935年（昭和10年）
  - 1月12日：毛武自動車が、毛武遊覧自動車を合併する[10][11]。
  - 3月25日：毛武自動車が、越生 - 黒山間の路線譲受の認可を受ける（8月12日に営業開始）[10][11]。
  - 5月27日：毛武自動車が、千住 - 草加間の路線譲受の認可を受ける（6月8日に営業開始）[10][11]。
  - 6月1日：毛武自動車が前橋営業所開設[4]
  - 同年、栄自動車が、柏 - 松戸間、柏 - 増尾間で運行開始[8]。
- 1936年（昭和11年）
  - 3月20日：栄自動車が、総武鉄道（現：東武野田線）に乗合自動車の営業権を6万円で譲渡する[8]。譲渡された路線は、柏 - 流山、柏 - 運河（水堰橋）、柏 - 松戸、柏 - 大井、柏 - 増尾、我孫子 - 木下、我孫子 - 布施[8]。これにより総武鉄道が乗合自動車事業へ進出。
  - 5月1日：毛武自動車が、粕壁 - 白岡間の路線譲受の認可を受ける（5月20日に営業開始）[10][11]。
  - 5月16日：毛武自動車が、坂戸 - 玉川間の路線譲受の認可を受ける（6月15日に営業開始）[10][11]。
  - 7月17日：毛武自動車が、葛生 - 秋山間の路線譲受の認可を受ける（9月25日に営業開始）[10][11]。
  - 8月10日：総武バスが、野田 - 水堰橋間を開業し、柏 - 野田間の運行を開始する[8]。
  - 9月8日：毛武自動車が、東武自動車へ社名変更[10][11]。
  - 9月9日：小川町 - 飯能間の路線譲受の認可を受ける[10][11]。
  - 12月21日：東武自動車渋川営業所開設、前橋営業所は出張所に改め[4]。
- 1937年（昭和12年）
  - 1月13日：東武自動車が、奥日光自動車（沼田 - 丸沼ほか）、赤城山自動車（桐生 - 大間々ほか）を合併する[10][11]。
  - 1月26日：東武自動車が、埼玉県草加町 - 八条村大字八条間の路線譲受の認可を受ける[10][11]。
  - 5月7日：東武自動車が、野州自動車合資会社（栃木 - 小山ほか）を合併することを決議[10][11]。
  - 6月1日：東武自動車が、沼田営業所設置[4]
  - 9月1日：東武自動車が、桐生、伊勢崎、館林に営業所設置[4]
  - 9月7日：東武自動車が、桐生市街自動車（桐生～川内・大間々ほか）を合併することを決議[10][11]。
  - 9月8日：東武自動車が、草加 - 幸の宮間で運行開始[10][11]。
  - 9月30日：東武自動車が、坂東自動車（沼田 - 湯檜曽ほか）を合併する[10][11]。
  - 10月20日：東武自動車が、杉戸 - 粕壁間の路線譲受の認可を受ける[10][11]。
  - 12月10日：総武バスがガソリン節約のため、柏 - 野田間を減便する[8]。
- 1938年（昭和13年）
  - 2月：総武バス、豊四季駅 - 飛行場（十余二）- 根戸 - 柏間の循環バスの路線認可を申請する[8]。
  - 4月2日：陸上交通事業調整法が公布（同年8月施行）。
  - 5月1日：東武自動車がガソリン規制のため、一部路線を運行休止する[10][11]。
- 1939年（昭和14年）
  - 2月：総武バスが、柏 - 根戸 - 花野井 - 若柴 - 十余二 - 豊四季 - 柏間の循環バスの路線認可を申請する[8]。
  - 4月：総武バスが、柏 - 豊四季 - 高田原 - 根戸 - 柏間、新川村南 - 高田原間の路線免許を申請する[8]。
  - 5月10日：東武自動車が、埼玉自動車（熊谷 - 小川町、熊谷 - 深谷、熊谷 - 川越、松山 - 出丸中郷、川越 - 鴻巣、熊谷 - 鴻巣、熊谷 - 葛和田、熊谷 - 星宮 -行田）を合併する[10][11]。
  - 5月12日
    - 東武自動車が、京水モーターバス（南千住 - 西新井、南千住 - 堀切）を合併する[10][11]。
    - 東武自動車が、英自動車（久下田 - 小金井、下館 - 小栗、下館 - 真岡）を合併する[10][11]。
    - 東武自動車が、ミクニ自動車（結城 - 船玉 - 下館）を買収する[10][11]。

  - 6月1日：東武鉄道直営の乗合自動車事業を、東武自動車へ譲渡する[10][11]。これにより傍系会社の東武自動車（旧：毛武自動車）と東武鉄道直営に分かれていた東武の乗合自動車事業が統合・一本化される。
- 1940年（昭和15年）
  - 1月31日：陸運統制令が公布（2月25日施行）。
  - 4月：総武バスが、松戸 - 柏間の路線を休止[8]。
  - 5月20日：総武バスが、新川村南 - 豊四季間、花野井 - 十余二間の路線認可を受ける[8]。
  - 6月：総武バスが、豊四季 - 恩田部隊、豊四季 - 水島部隊間の運行を開始[8]。
- 1941年（昭和16年）
  - 1月11日：朝日自動車が設立される[10][11]。
  - 4月28日：総武バスが、柏 - 増尾間、柏 - 大井間の運行休止の許可を受ける[8]。さらに、7月15日には豊四季～流山間[8]、9月9日には野田 - 船戸間の運行休止の許可を受ける[8]。
  - 10月1日：戦局激化により、乗合自動車のガソリン使用が全面禁止となる。
- 1942年（昭和17年）
  - 1月9日：東武自動車が、伊香保温泉自動車（渋川 - 伊香保、伊香保 - 水沢）を合併する（社史）
- 1943年（昭和18年）
  - 11月25日：東武自動車が、茨城急行自動車（境 - 杉戸など）、上武自動車（本庄 - 鬼石、深谷 - 寄居ほか）、群馬自動車（渋川 - 中之条など）を合併する[10][11]。
  - 12月13日：東武自動車が、菖蒲倉庫（川越 - 桶川）を買収する[10][11]。
  - 12月29日：東武自動車が、行田自動車（行田 - 吹上など）を買収。越沼茂安（個人）から、粕壁 - 越谷、粕壁 - 宝珠花、粕壁～関宿間の路線を買収する[10][11]。
- 1944年（昭和19年）
  - 3月1日：東武鉄道が、総武鉄道を合併する[8]。
    - これにより、総武鉄道の以下の路線が東武鉄道の路線となる。越谷 - 早稲田 - 金町、越谷 - 彦成 - 金町、草加 - 鳩ヶ谷、安行 - 竹の塚、野田 - 関宿、岩井 - 小山渡船場、野田 - 松戸、野田 - 越谷、野田 - 柏、野田市内、柏 - 手賀、柏 - 布施、柏 - 増尾（休止中）、柏 - 松戸（休止中）、岩槻 - 越谷、大宮 - 粕壁、岩槻 - 岡泉、大宮 - 浦和、県庁 - 浦和、大宮 - 原市、大宮 - 公園 - 大宮、大宮 - 桜木町、大宮 - 上落合。

  - 9月16日：総武鉄道から継承した乗合自動車事業を、東武鉄道が東武自動車へ譲渡する[10][11]。
- 1945年（昭和20年）
  - 2月9日：東武自動車が、花畑乗合自動車株式会社（松戸 - 花畑、草加 - 花畑、亀有 - 戸ヶ崎 - 草加、北千住 - 大谷田、花畑 - 北千住）を合併する[10][11]。
  - 8月15日：終戦を迎える。

### バス事業の電鉄直営化と拡大

#### 戦後 - 1950年代
- 1946年（昭和21年）
  - 1月31日：東武自動車が、東京興産を合併する（社史）
  - 6月1日：東武自動車が、松戸 - 柏駅東口間の運行を復活させる[8]。この前には柏町内のバスは柏駅 - 水堰橋間のみであった[8]。
- 1947年（昭和22年）
  - 6月1日：東武鉄道が東武自動車を合併する[10][11]。これにより東武の乗合バス事業が直営化される。
  - 6月25日：都営バスとの相互乗り入れによる都心への乗り入れを開始[10][11]、草加 - 東京駅間を運行開始（18.9km）[10][11]。
  - 10月28日：東武鉄道が、日光 - 足尾間の旅客自動車運輸事業の認可を受ける[10][11]。翌10月29日、船生 - 高徳間の旅客自動車運輸事業の認可を受ける[10][11]。
  - 11月：東武鉄道が東武バス羽生工場を稼働開始[10][11]。
- 1948年（昭和23年）
  - 11月5日：東武鉄道が、長距離急行バス（桐生 - 大宮、足利 - 大宮）を運行開始[10][11]。
  - 12月27日：東武鉄道が、茨城県結城・真壁・筑波地区で乗合旅客自動車運送事業の認可を受ける[10][11]。
- 1949年（昭和24年）
  - 2月21日：東武鉄道が、柏駅 - 若白毛 - 手賀間のバス路線を開業する[8]。
  - 2月25日：東武鉄道が、埼玉県大宮市内・浦和市内・与野町で一般乗合旅客自動車運送事業の認可を受ける[10][11]。
  - 11月1日：東武鉄道がバス組織を再編し、3総合事務所を廃止[10][11]。渋川、太田、熊谷、西新井、日光、境の各営業所を営業事務所へ変更[10][11]。営業所は栃木、野田以外は出張所とされ、6営業事務所、2営業所、21出張所、1工場の体制とする[10][11][12]。
- 1950年（昭和25年）
  - 4月7日：東武鉄道が、柏駅 - 野田間のバス運行を復活させる[8]。
  - 4月14日：東武鉄道が、伊勢崎 - 伊香保・四万間の急行バス路線新設の認可を受ける[10][11]。
  - 11月30日：東武鉄道が、常総筑波鉄道（現：関東鉄道）とのバス相互乗り入れ認可を受ける（古河 - 土浦間）[10][11]。
  - 12月5日：東武鉄道が、東京都交通局との協定により西新井 - 浅草間のバスを運行開始[10][11]。
  - 12月18日：埼玉県大宮市内の東北本線踏切でバスが列車側面に衝突。乗員乗客13人が死亡、重軽傷4人[13]。
- 1951年（昭和26年）
  - 5月18日：東武鉄道が、栃木県総合グラウンドへのバス乗り入れ免許を受ける[10][11]。
  - 8月：東武鉄道が、柏 - 布施間のバス路線を開業[8]。
  - 10月6日：東武鉄道が、川治 - 湯西川間のバス路線を延長[10][11]。
- 1952年（昭和27年）
  - 10月29日：東武鉄道が、下館 - 真岡間のバス路線を宇都宮まで延長[10][11]。
  - 11月24日：東武鉄道が、大間々 - 梨木間のバス路線のうち、黒保根村 - 宿廻間を延長[10][11]。
  - 12月19日：東武鉄道が、桐生 - 足尾間のバス路線のうち、東村 - 足尾町間を延長[10][11]。
- 1953年（昭和28年）
  - 3月27日：東武鉄道が、大宮 - 桐生間の急行バスを東京駅発着とするため申請していた、浦和 - 東京駅と中央区間の路線延長が認可される[10][11]。5月1日より、大宮 - 桐生間の急行バスを東京駅八重洲口まで延長して運転開始[10][11]。
  - 9月15日：東武鉄道が、野田市 - 南千住間の急行バスを運行開始[10][11]。
  - 10月27日：東武鉄道が、越谷 - 安行間のバス路線延長の免許を取得[10][11]。
  - 11月30日：東武鉄道が、成増 - 池袋、赤塚 - 土支田間のバス路線延長の免許を取得[10][11]。
  - 12月10日：東武鉄道が、大宮市仲町 - 浦和市領家間のバス路線延長の免許を取得[10][11]。
  - 12月21日：東武鉄道が、川越～池袋間33.1キロのバス路線運行開始[10][11]。
  - 12月24日：東武鉄道が、千住高砂町 - 亀有町間のバス路線延長免許を取得[10][11]。
  - 12月28日：東武鉄道が会津乗合自動車と協定を結び、鬼怒川 - 会津田島間の直通運行を開始[10][11]。
- 1954年（昭和29年）
  - 2月8日：東武鉄道が、太田 - 矢場 - 足利間のバス路線延長免許を取得[10][11]。
  - 3月25日：東武鉄道が、松戸駅 - 葛飾橋東詰 - 久兵衛 - 戸ヶ崎 - 大瀬 - 花畑間の運行を開始[14]。
  - 5月4日：東武鉄道が、金町 - 松戸市小山間のバス路線を延長[10][11]。
- 1955年（昭和30年）
  - 3月15日：東武鉄道が、寄居 - 伊香保間の急行バスを運行開始[10][11]。
  - 9月3日：東武鉄道が、柏 - 豊四季 - 富士見町 - 流山 - 草加間のバス路線を開業[8]。
  - 10月1日：東武鉄道が、野田市 - 南千住間の急行バスを東京駅八重洲口まで延長[10][11]。
  - 11月25日：東武鉄道が、館林 - 前橋間の急行バスを運行開始[10][11]。
- 1956年（昭和31年）
  - 5月17日：東武鉄道が、柏 - 布施間のバス路線免許を申請[15]。
  - 5月：東武鉄道が、越谷 - 吉川 - 八条 - 戸ヶ崎間の路線を亀有まで延長し、北千住までの直通運転を開始[16]。
  - 12月25日：東武鉄道が、柏 - 増尾間のバス路線を開業[8]。
  - 12月27日：東武鉄道が、戸倉 - 富士見下の免許取得し、尾瀬へのルート開通[17]
- 1957年（昭和32年）
  - 2月20日：東武鉄道が、東口市内循環（柏 - 泉町 - 荒工山 - 柏）と、鎌ヶ谷線（柏 - 沼南 - 鎌ヶ谷）を開業[8]。
  - 4月1日：東武鉄道が、南柏 - 光ヶ丘間を開業[8]。
  - 7月16日：東武鉄道が、西口循環（松ヶ崎循環、柏 - 三間 - 松ヶ崎 - 柏）を開業[8]。
  - 9月1日：東武鉄道が、越谷 - 吉川 - 亀有 - 北千住線を浅草まで延長[16]。
  - 10月1日：東武鉄道が、南柏 - 南増尾間を開業[8]。
  - 10月4日：東武鉄道が、丸沼 - 菅沼間のバス路線2路線の免許を取得し、沼田 - 菅沼間が直通となる[10][11]。
  - 10月20日：東武鉄道が、日光定期観光バスの運行を開始[10][11]。
  - 10月26日：東武鉄道が、熊谷市内バス循環路線の設定免許を取得[10][11]。
  - 11月16日：東武鉄道が、柏 - 花野井 - 流山 - 大広戸間のバス路線を開業[8]。
  - 12月16日：東武鉄道が、柏 - 今谷 - 光ヶ丘 - 酒井根間のバス路線を開業[8]。
- 1958年（昭和33年）
  - 2月6日：東武鉄道が、柏駅西口 - 松戸駅間のバス路線を開業[8]。
  - 2月6日：東武鉄道が、深谷 - 中瀬間、柏 - 北小金間のバス路線設定免許を取得[10][11]。
  - 2月20日：東武鉄道が、柏 - 若白毛 - 布瀬間、柏 - 沼南役場、柏 - 藤ヶ谷間ののバス路線を開業[8]。
  - 2月20日：東武鉄道が、柏 - 岩井 - 手賀間のバス路線を開業[18]
  - 3月31日：東武鉄道が、久喜 - 幸手 - 五霞間のバス路線設定免許を取得[10][11]。
  - 4月21日：東武鉄道が、深谷 - 本郷 - 寄居間のバス路線設定免許を取得[10][11]。
  - 5月1日：東武鉄道が、エアサス付きバス車両を導入[10][11]。
  - 6月24日：東武鉄道が、草加 - 谷塚 - 木曽根 - 亀有間のバス路線設定免許を取得[10][11]。
  - 7月18日：東武鉄道が、沼田 - 水上 - 湯檜曽 - 土合間のバス路線設定免許を取得[10][11]。
  - 8月25日：東武鉄道が、沼田 - 南郷 - 根利間、中禅寺 - 光徳ロッヂ間のバス路線設定免許を取得[10][11]。
  - 9月1日：東武鉄道自動車局に、群馬・埼玉・栃木・茨城と県単位で県事務所を設置し従来の出張所以上は営業所に、分所は出張所に改称され、以後の基盤となった[10][11][12]。
  - 9月6日：東武鉄道が、野田 - 芽吹 - 岩井線のバス路線免許を所得[10][11]。
  - 9月18日：東武鉄道が、川越市内南部循環バス路線の設定免許を取得[10][11]。
  - 10月7日：東武鉄道が、児玉 - 上里 - 本庄間のバス路線設定免許を取得[10][11]。
  - 10月31日：東武鉄道が、水上 - 土合間のバス路線設定免許を取得[10][11]。
  - 11月25日：東武鉄道が、下妻 - 栗橋間のバス路線設定免許を取得[10][11]。
  - 12月27日：東武鉄道が、成増 - 朝霞駅 - 積水化学[注釈 1]間のバス路線設定免許を取得[10][11]。
- 1959年（昭和34年）
  - 3月11日：東武鉄道が、足利市内循環バス路線の設定免許[10][11]。
  - 6月10日：東武鉄道が、足利 - 大岩間のバス路線設定免許[10][11]。
  - 7月1日：東武矢板線（矢板駅 - 新高徳駅間）の廃止に伴い、東武鉄道が代替バスを運行開始[10][11]。深谷 - 本畠 - 寄居間のバス路線設定免許を取得[10][11]。
  - 7月15日：東武鉄道が、渋谷駅 - 北浦和間、池袋駅 - 川越間のトロリーバス敷設を申請する[10][11]。
  - 8月：東武鉄道が、柏市内でバス路線（増尾循環線）を開業[8][21]。
  - 10月9日：東武鉄道が、後閑 - 三国山頂間のバス路線設定免許を取得[10][11]。
  - 10月24日：東武鉄道が、柏 - 藤ヶ谷 - 折立線のバス路線免許を申請する[15]。
  - 11月：東武鉄道が、柏駅西口 - 我孫子駅線のバス路線を開業[21]
  - 12月21日：東武鉄道が、大宮 - 清河寺 - 上尾間のバス路線設定免許を取得[10][11]。
  - 12月28日：東武鉄道が、下館 - 笠間駅 - 水戸間、沼田 - 上川田 - 後閑間のバス路線設定免許を取得[10][11]。

#### 1960年代
- 1960年（昭和35年）
  - 3月11日：東武鉄道が、帝産オート（現：帝産観光バス）の川越市内路線を買収[11]。
  - 4月1日：東武鉄道が、境 - 浅草間の急行バスを運行開始[11]。
  - 6月14日：東武鉄道が、中之条 - 子持牧場間のバス路線設定免許を取得[11]。
  - 6月16日：東武鉄道が、渋川 - 八木原 - 駒寄間のバス路線設定免許を取得[11]。
  - 7月13日：東武鉄道が、児玉 - 藤岡間のバス路線設定免許を取得[11]。埼玉交通のバス路線（籠原 - 間々田 - 妻沼）を買収[11]。
  - 8月30日：東武鉄道が、中之条 - 大道間のバス路線設定免許を取得[11]。
  - 12月12日：東武鉄道が、熊谷 - 羽生間のバス路線設定免許を取得[11]。
  - 12月20日：東武鉄道が、熊谷 - 本庄間のバス路線設定免許を取得[11]。
- 1961年（昭和36年）
  - 1月12日：東武鉄道が、桐生天神町 - 渡良瀬 - 一本木間のバス路線設定免許を取得[11]。
  - 1月27日：東武鉄道が、水上 - 土合口ロープウェイ間のバス路線設定免許を取得[11]。
  - 2月1日：東武鉄道が、宇都宮 - 西川田間のバス路線設定免許を取得[11]。
  - 4月5日：東武鉄道が、大田駅 - 金山山頂間のバス路線設定免許を取得。10日開業[11]。
  - 4月6日：東武鉄道が、草加 - 川口間のバス路線設定免許を取得[11]。
  - 4月20日：東武鉄道が、越谷 - 池袋間でバス運行開始[11]。
  - 6月1日：東武鉄道が、東京 - 前橋・伊香保間急行バス運行開始[11]。
  - 6月7日：東武鉄道が、前橋市内南部循環バスの路線設定免許を取得。8月15日運行開始[11]。
  - 6月7日：東武鉄道が、下小出 - 朝倉団地間のバス路線設定免許を取得。5月12日より臨時免許を取得で運行[11]。
  - 6月7日：東武鉄道が、前橋市内北部循環バスの路線設定免許を取得[11]。
  - 6月7日：東武鉄道が、前橋 - 駒形間のバス路線設定免許を取得。8月10日運行開始[11]。
  - 6月19日：東武鉄道が、東村山 - 武蔵嵐山間のバス路線設定免許を取得[11]。
  - 7月17日：東武鉄道が、熊谷 - 観音山間のバス路線設定免許を取得[11]。
  - 11月17日：東武鉄道が、東松山 - 岩殿山間、成増 - モモテハイツ間のバス路線設定免許を取得[11]。
  - 11月22日：東武鉄道が、柏駅西口 - 若柴 - 柏ゴルフ場間のバス路線を開業[8]。
  - 12月19日：東武鉄道が、大宮駅 - 慈恩寺間、大宮駅 - 与野駅間のバス路線設定免許を取得[11]。
- 1962年（昭和37年）
  - 2月7日：東武鉄道が、大宮 - 名栗間のバス路線設定免許を取得[11]。
  - 2月23日：東武鉄道が、境 - 間々田間のバス路線設定免許を取得[11]。
  - 3月1日：東武鉄道がバス川越営業所を改築移転[11]。
  - 3月2日：東武鉄道が、柏駅 - 光ケ丘循環線の路線認可[8]。
  - 4月1日：東武鉄道が、東京 - 猿ヶ京間の急行バスを運行開始[11]。
  - 4月16日：東武鉄道が、小川町 - 寄居間のバス路線設定免許を取得[11]。
  - 4月17日：東武鉄道が、鶴瀬 - 上福岡間、鶴瀬 - 勝瀬間のバス路線設定免許を取得[11]。
  - 5月1日：東武鉄道が、水上定期観光バスを運行開始[11]。
  - 5月1日：東武鉄道がバス柏出張所を豊四季から柏へ移転[8]。
  - 5月22日：東武鉄道が、加須駅 - 館林駅間、草加駅 - 新善町間、柏駅西口 - 初石駅間、柏駅 - 名内間、大宮仲町車庫 - 黒浜療養所間の、バス路線設定免許を取得[11]。
  - 6月2日：東武鉄道が、桐生天神町 - 薮塚間のバス路線設定免許を取得[11]。
  - 6月8日：東武鉄道が、鴻巣市内循環バスの路線設定免許を取得[11]。
  - 6月12日：東北急行バスを設立。
  - 6月21日：東武鉄道が、志木駅北口 - 陣場間、池袋駅南口 - 志木立教学院[注釈 2]間、志木 - 久保（富士見ヶ丘団地）間、成増駅 - 下新倉間、牛房 - 新倉坂下 - 氷川神社間の、バス路線設定免許を取得[11]。
  - 7月1日：東武鉄道バス柏出張所が柏営業所に昇格する[8]（現：東武バスセントラル沼南営業所）。柏 - 豊住 - 光ケ丘線の路線設定免許を取得[8]。
  - 7月1日：東武鉄道バス柏営業所が、柏駅前から柏市宮前町へ移転[11]。
  - 7月7日：東武鉄道が、柏駅 - 流山広小路線のバス路線を開業[22]。
  - 7月7日：東武鉄道が、川越神明町 - 池袋駅東口間のバス路線設定免許を取得[11]。
  - 8月1日：東北急行バスが営業開始し、月島営業所を新設[11]。
  - 8月10日：東武鉄道が、中之条駅 - 後閑駅間のバス路線設定免許を取得[11]。
  - 10月：東武鉄道が、柏駅西口 - 初石駅、柏駅東口 - 手賀 - 今井 - 名内間のバス路線を開業[8]。
  - 12月1日：東武鉄道が、東京駅八重洲口 - 谷川岳ロープウェイ間の急行バスを運行開始[11]。
  - 12月22日：東武鉄道が、東京駅八重洲口 - 苗場スキー場間の急行バスを運行開始[11]。後閑 - 三国山頂線を苗場スキー場まで延長（翌年9月1日には、さらに二居まで延長）[23]
  - 12月：東武鉄道が、柏駅東口 - 自衛隊 - 高柳、柏駅西口 - 流山 - 江戸川台間のバス路線設定免許を取得[8]。同月、江戸川台 - 流山広小路 - 大広戸線のバス路線を開業[16]。
- 1963年（昭和38年）
  - 1月16日：東武鉄道がバス前橋営業所下小出出張所を開設[11]。
  - 1月25日：東武鉄道が東野鉄道（のちの東野交通）に資本参加[11]。
  - 3月30日：東武鉄道が、柏駅 - 流山 - 江戸川台間を開業[24]。
  - 4月1日：東武鉄道がバス川越営業所志木出張所を新設[11]。武蔵嵐山 - 古里間のバス路線運行開始[11]。
  - 4月5日：東武鉄道が、志木循環のバス路線を運行開始[11]。西新井駅 - 川口間のバス路線を運行開始[11]。
  - 4月16日：東武鉄道バス西新井営業所から練馬営業所が分離独立[11]、豊島出張所と池袋案内所を傘下に置く[11]。
  - 4月20日：東武鉄道が、柏駅 - 高柳間のバス路線を開業[8]。
  - 4月20日：東武鉄道が、自衛隊循環（旧沼南町）のバス路線免許認可を取得[18]。
  - 4月25日：東武鉄道が、日光定期観光バスに4コースを追加[11]。
  - 5月16日：東武鉄道が、坂戸町駅 - 鶴ヶ丘間のバス路線を運行開始[11]。
  - 5月：東武鉄道が、江戸川台東四丁目 - 流山広小路 - 大広戸線のバス路線を開業[22]。
  - 7月10日：東武鉄道が、大宮商工会館 - 上尾車庫（現：東武バスウエスト上尾営業所）間のバス路線を運行開始[11]。
  - 7月13日：東武鉄道が、前橋下小出 - 横手町間のバス路線運行開始[11]。
  - 11月5日：東武鉄道が、深谷 - 籠原間、籠原循環バス路線を運行開始[11]。
  - 11月20日：東武鉄道が、本庄 - 奥沢橋間のバス路線を運行開始[11]。
  - 11月?日：東武鉄道バス渋川営業所高崎出張所が、飯塚本町（現：高崎市飯塚町）に車庫を完成[11]。
  - 12月1日：東武鉄道が、加須 - 羽生間、熊谷 - 吹上間、深谷 - 藤沢集荷場間のバス路線を運行開始[11]。
  - 12月21日：東武鉄道が、川越 - 赤城山間の急行バスを運行開始[11]。
- 1964年（昭和39年）
  - 1月25日：東武鉄道が、熊谷 - 在家 - 籠原間のバス路線を運行開始[11]。
  - 2月16日：東武鉄道が、越谷営業所吉川出張所[11]、下館営業所[注釈 3]水戸出張所を設置[11]。
  - 2月18日：東武鉄道が、竹ノ塚 - 入谷間のバス路線を運行開始[11]。
  - 2月：東武鉄道がドアエンジン式自動ドア付き乗合バス車両を導入[11]。
  - 3月15日：東武鉄道が、上尾車庫 - 大石領家間のバス路線運行開始[11]。
  - 4月1日：東武鉄道が、深谷 - 本庄車庫（現：朝日自動車本庄営業所）間のバス路線を運行開始。
  - 5月1日：東武鉄道が、太田市内循環のバス路線運行開始[11]。
  - 5月12日：東北急行バスが、東京駅八重洲口 - 松島間で長距離バスを運行開始[11]。
  - 5月25日：東武鉄道が、柏駅西口 - 豊四季台団地間を開業[8]。
  - 7月1日：東武鉄道が、日光 - 霧降滝間のバス路線運行開始[11]。
  - 8月1日：東武鉄道が、沼田 - 老神温泉間のバス路線運行開始[11]。
  - 8月5日：東武鉄道が、下妻 - 東京間の急行バス運行開始[11]。
  - 9月16日：東武鉄道がバス加須営業所幸手出張所を新設[11]。
  - 10月1日：東武鉄道が、豊四季台団地循環のバス路線を開業[8]。
  - 10月8日：鬼怒川温泉駅移設と同日、東武鉄道バス鬼怒川営業所を新駅前へ移転[11]。
- 1965年（昭和40年）
  - 1月16日：東武鉄道が乗合バスの運賃を改定[11]。
  - 2月6日：東武鉄道が、柏駅東口 - 公園入口 - 柏車庫、柏駅西口 - 市役所前 - 柏車庫間を開業[8]。
  - 5月1日：東武鉄道が、池袋駅のバス発着場所を東口から西口へ変更する[11]。
  - 7月25日：東武鉄道が、柏駅東口 - 戸張間のバス路線を開業[8]。
  - 10月6日：東武鉄道が、日光 - 沼田間の直通バスを運行開始[11][25]。
  - 11月1日：東武宇都宮百貨店西口にバス総合発着場が完成[11]。
  - 11月12日：東武鉄道が、笠間市市営自動車部の乗合バス事業を譲受する（笠間 - 笠間駅 - 友部駅ほか）[11]。
- 1966年（昭和41年）
  - 3月16日：東武鉄道がワンマンバスを運行開始、松原団地線と豊四季台団地循環線に導入[11]。
  - 5月16日：東武鉄道が、沼田駅 - 草津温泉間のバス路線を運行開始[11]。
  - 7月15日：東武鉄道バス前橋営業所が、前橋駅前から北前橋のモータープール新営業所へ移転、駅前は出張所設置、下小出出張所廃止[11][26]。
  - 8月4日：川越観光自動車が設立される[27]。同年11月1日に営業開始[11]。
- 1967年（昭和42年）
  - 3月20日：東武鉄道が、東京駅 - 野田、東京駅 - 下妻、東京駅 - 境などの急行バスを廃止[11]。
  - 4月18日：東武鉄道バスの群馬県事務所が渋川から前橋駅前に移転[12]。
  - 9月1日：東武鉄道バス大宮営業所上尾出張所が、上尾営業所に昇格[11]。
  - 10月1日：東武鉄道が、都区内地区の乗合バス運賃を改定[11]。
  - 12月8日：東武鉄道バス西新井営業所竹ノ塚出張所が足立営業所として発足。足立営業所を西新井営業所の出張所化する[11]。
  - 12月15日：東武鉄道が各県内地区の乗合バス運賃を改定[11]。
  - 12月26日：東武鉄道バス大宮営業所が、新モータープールへ移転[11]。
- 1968年（昭和43年）
  - 6月16日：東武鉄道が、我孫子駅 - 並塚 - 岩井 - 柳戸 - 手賀線のバス路線を開業[28]。
  - 8月1日：東武鉄道自動車事業局が、柏営業所に千葉県・茨城県事務所を設置[8]。
  - 12月5日：東武鉄道が、上尾駅西口 - 西上尾第一団地間のバス路線を運行開始[11]。
- 1969年（昭和44年）
  - 5月11日：東武鉄道がバス新座営業所を新設、練馬営業所を新座営業所の出張所化する[11]。
  - 8月11日：東武鉄道がバス日光営業所の所野モータープール（日光市所野）を使用開始[11]。
  - 10月30日：東武鉄道がバス熊谷営業所を新築移転[11]。
  - 11月4日：都内10社が6系統で銀座0時発の深夜バスをテスト運行開始[11]。

### モータリゼーションによる路線網縮小

#### 1970年代
- 1970年（昭和45年）
  - 4月13日：東武鉄道が、柏駅西口 - 呼塚 - 根戸 - 我孫子間のバス路線廃止認可を受ける[8]。
  - 4月30日：東武鉄道がバス大宮営業所天沼出張所を使用開始[11]。
  - 6月3日：東武鉄道が、柏駅西口 - 呼塚 - 柏ゴルフ場間のバス路線廃止認可を受ける[8]。
  - 6月20日：東武鉄道バス大宮営業所岩槻出張所が、岩槻駅前から岩槻市大字真福寺字柴原へ移転[11]。
  - 7月24日：東武鉄道が千葉県内の乗合バス運賃を改定[11]。
  - 7月27日：東武鉄道が、バス草加営業所八潮出張所、越谷営業所三郷出張所を開設[11]。
  - 8月：東武鉄道が乗合バスの車体色を変更開始、ブルーとクリームのツートンカラーとする[11]。
  - 10月8日：東武鉄道が、群馬・栃木・茨城県内の乗合バス運賃を改定[11]。
  - 12月23日：東武鉄道が、柏駅西口 - 若柴 - 十余二工業団地、柏駅西口 - 花野井 - 大広戸間のバス路線廃止認可を受ける[8]。
- 1971年（昭和46年）
  - 1月28日：東武鉄道が埼玉県内の乗合バス運賃を改定[11]。
  - 4月29日：東武鉄道が野田営業所管内で、多区間運賃地区での整理券方式ワンマンバスを運行開始[11]。
  - 5月20日：東武鉄道が、我孫子駅 - 柳戸 - 手賀間のバス路線を廃止[28]。
  - 7月1日：東武鉄道が、酒井根循環線（柏 - 逆井入口 - 酒井根 - 南柏 - 柏）を廃止[8]。
  - 8月16日：東武鉄道が、上尾駅西口発の2路線で東武初の深夜バスを運行開始[11]。
  - 10月20日：東武鉄道が、柏駅西口 - 南柏駅西口 - 北小金間のバス路線廃止認可を受ける[8]。
  - 12月23日：東武鉄道が、柏車庫 - 小金 - 馬橋 - 松戸間のバス路線廃止認可を受ける[8]。
- 1972年（昭和47年）
  - 1月21日：東武鉄道が、南柏 - 光ケ丘 - 酒井根入口間のバス路線廃止認可を受ける[8]。
  - 2月6日：南柏駅東口ロータリー完成に伴い、東武バスが駅前に乗り入れ開始[8]。
  - 3月15日：深谷駅前に初の乗合ワンマンバス用転車台が完成[11]。
  - 5月16日：東武鉄道バス足利営業所が、東武足利市駅前から真砂町へ移転[11]、同時に同営業所東足利出張所と伊勢町出張所（国鉄足利駅前）廃止、旧営業所は足利東武駅前出張所として存続[29][30]。
  - 7月16日：東武鉄道が、亀有駅 - 中川団地間のバス路線を開業[11]。
  - 7月26日：東武鉄道が、桐生 - 東京駅間の急行バスを廃止（1971年8月9日より休止していた）[11]。
  - 9月24日：東武鉄道が、群馬・栃木地区の乗合バス運賃を改定[11]。
  - 12月6日：東武鉄道が、柏 - 藤ヶ谷 - 高柳間のバス路線廃止認可を受ける[8]。同月、柏市内で若柴循環を運行開始[21]。
- 1973年（昭和48年）
  - 1月20日：東武鉄道バスの前橋 - 渋川 - 沼田線ワンマン化したが利便性は低下[31]
  - 2月：東武鉄道がワンマンバスに初の自動料金箱を設置[11]。
  - 4月15日：東武鉄道がバス越谷営業所三郷出張所の営業を開始。同時に武蔵野線三郷駅開業による路線再編を行う[11][16]。
    - この際に新設された路線は、三郷団地 - 三郷駅前 - 金町駅駅前、吉川出張所 - 前新田 - 三郷駅前、三郷駅前 - 南中学校入口 - 金町駅前、吉川出張所 - 半田 - 三郷駅前、草加駅前 - 八条橋 - 三郷駅前、吉川出張所 - 小松川 - 三郷駅前、三郷団地 - 三郷駅前 - 市役所 - 亀有駅前など[11][16]。

  - 4月26日：東武鉄道がバス栃木営業所小山出張所を、小山駅前から立木へ移転[11]。
  - 5月8日：東武鉄道がバス加須営業所幸手出張所を、幸手駅前から青葉団地へ移転[11]。
  - 6月20日：東武鉄道がバス渋川営業所高崎出張所を、高崎駅前から飯塚本町（現：高崎市飯塚町）へ移転[11]。
  - 9月26日 - 東武ダイヤルバスが設立される[32]。翌1974年4月営業開始[11]。
  - 12月1日：東武鉄道がバス栃木営業所を、栃木駅前から栃木市大町へ移転[11]。
- 1974年（昭和49年）
  - 8月21日：東武鉄道がバス新座営業所豊島出張所を廃止[11]。
  - 同年、東武鉄道が、柏車庫 - 南柏 - 豊住 - 中原線、南柏 - 豊住 - 中原線を廃止[8]。
- 1975年（昭和50年）
  - 8月20日：東武鉄道が、利用者減少のため松戸 - 野田間の直通便を廃止し、流山 - 野田間のみとする[14]。
  - 12月 - 東武ダイヤルバス、貸切バス事業を開始[11]。
- 1976年（昭和51年）
  - 1月：東武鉄道が、江戸川台 - 流山 - 大広戸線のバス路線を廃止[16]。
  - 4月8日：東武鉄道がバス日光営業所を東武日光駅前から日光市所野へ移転[11]。
  - 5月：東武鉄道バス草加営業所が、草加駅 - 上彦名 - 三郷駅線を松原団地駅発着とする[33]。
  - 8月1日：東武鉄道がバス館林営業所を館林駅前から岡野へ移転[11]。
  - 10月5日：東武鉄道がバス越谷営業所（現：朝日自動車越谷営業所）を越谷駅前から大房へ移転[11]。
  - 11月1日：東武鉄道が、柏駅西口 - 三井団地、北柏駅 - 三井団地間のバス路線を開業[8]。
- 1977年（昭和52年）
  - 6月11日：東武鉄道バス吉川営業所が、吉川ネオポリス - 越谷、吉川団地 - 越谷線のバス路線を運行開始[11]。
  - 6月21日：東武鉄道が、三郷団地 - 松原団地駅間のバス路線を運行開始[11]。
  - 7月1日：東武鉄道が、中之条営業所が渋川営業所の、中禅寺温泉営業所が日光営業所の出張所にそれぞれ降格。足利東武駅前出張所が廃止、伊香保出張所と四万出張所が案内所化された[30]。
  - 10月1日：東武鉄道が、柏駅 - 柴崎 - 流山広小路線を流山駅東口発着に変更[22]、八木南小の折返し便を八木南団地循環に変更[22]。
- 1978年（昭和53年）
  - 4月6日：東武鉄道が、東松山駅 - 国立婦人教育会館の循環バスを運行開始[11]。
  - 9月1日：東武鉄道がバス新座営業所練馬出張所を廃止[11]。
  - 10月1日：東武鉄道が中型ワンマンバスを導入[11]。
- 1979年（昭和54年）
  - 7月15日：東武鉄道が、草加駅 - 伊草 - 岡田病院線を廃止し、草加駅 - 伊草 - 岡田病院 - 上彦名線のバス路線を運行開始[34]

#### 1980年代
- 1980年（昭和55年）
  - 3月4日：東武鉄道が、草加市内循環バス、八潮市内循環バスを運行開始[11]。
  - 4月1日：東武鉄道がバス越谷営業所春日部出張所を、春日部駅東口から上大増新田に移転し、春日部駅から10系統を運行開始[11]。
  - 7月1日：酒井根折返場の完成により、柏 - 南柏 - 光ヶ丘線を酒井根まで延長。柏 - 南柏 - 光ヶ丘 - 中原 - 東酒井根 - 酒井根、増尾駅 - 増尾ニュータウン - 酒井根線を新設。増尾ＮＴ - 逆井入口間は廃止[35]。
  - 7月1日：東武鉄道が、亀甲台循環（柏駅 - 泉町 - 亀甲台中央 - 東町 - 柏駅）を新設。緑ケ丘循環は桜台・柏車庫経由を減らし東町経由へ振り替え[35]。
  - 11月1日：東武鉄道が、柏駅 - 北柏駅入口 - 花野井 - 東急柏ビレジ線を新設[35]。
  - 12月1日：東武鉄道が、柏駅西口 - 高田車庫線を新設[35]。
- 1981年（昭和56年）
  - 2月11日：東武鉄道が、松戸駅 - 大膳橋 - 新和一丁目、松戸駅 - 大膳橋 - 三郷団地間の路線を開業[11]。
  - 3月28日：東武鉄道が、白岡駅 - 東武動物公園西口間の路線を運行開始[11]。
  - 4月1日：東武鉄道が、バス野田営業所、館林営業所を太田営業所の、足利営業所を桐生営業所の、伊勢崎営業所を前橋営業所のそれぞれ出張所へ格下げ、前橋営業所前橋駅前出張所と沼田営業所猿ヶ京出張所を案内所に、後閑、小泉、高崎、鬼石、足尾出張所廃止[11][30]。
  - 4月1日：東武鉄道が、西大和団地 - 和光高校線を新設[36]。
  - 4月7日：東武鉄道が、桶川などで2路線を運行開始[11]。
  - 4月25日：東武鉄道が、北柏駅 - ライフタウン中央 - 北柏駅線[36]、北柏ライフタウン - 北柏駅線を新設[36]。
  - 7月15日：東武鉄道が、小川町で1系統のバス路線を運行開始[11]。
- 1982年（昭和57年）
  - 2月22日：東武鉄道が、北柏駅 - ライフタウン中央 - 東急柏ビレジ線を新設[36]。
  - 8月25日：東武鉄道が、鶴ヶ島駅 - 川鶴団地間の路線を運行開始[11]。
  - 11月11日：東武鉄道がバス柏営業所西柏出張所（現：東武バスセントラル西柏営業事務所）を設置[11]。
  - 11月15日：上越新幹線開業に伴い、東武鉄道が上毛高原駅への連絡バス13系統を運行開始[11]。
- 1983年（昭和58年）
  - 3月1日：東武鉄道が、亀有駅 - 六木都住線を新設[36]。
  - 5月11日：東武鉄道が、松戸駅 - 三郷市役所 - 三郷団地線を新設[36]。
  - 6月1日：東武熊谷線廃止に伴い、東武鉄道が代替急行バス（熊谷駅 - 妻沼）を運行開始[11]。
  - 7月1日：東武鉄道が、野田市駅 - 電建住宅 - 柏駅西口線を新設[36]。
  - 7月11日：東武鉄道バス足立営業所が、西新井駅 - 流通センター間、西新井駅 - 竹ノ塚車庫間の路線を運行開始[11]。
  - 8月22日：東武鉄道バス草加営業所が、新田駅西口 - 松原団地駅西口間の路線を運行開始[11]。
  - 8月31日：東武鉄道バス熊谷営業所が、東松山 - パークタウン五領）間の運行を開始[11]。
  - 11月1日：東武鉄道が、太田線（植木野経由）を廃止[37]
- 1984年（昭和59年）
  - 2月1日：東武鉄道が、館林線のバス路線を廃止[37]。1980年代には館林市内の路線網は急速に廃止が進む[38]。
  - 5月11日：東武鉄道バス野田営業所が、野田車庫 - 野田梅郷住宅、野田市駅 - 野田梅郷住宅間を新設[36]。
- 1985年（昭和60年）
  - 2月16日：東武鉄道が、バス栃木営業所小山出張所、境営業所岩井出張所を廃止[11]。
  - 8月1日：東武鉄道が、太田線（新宿経由）のバス路線を廃止[37]。
  - 8月26日：東武鉄道バス柏営業所が、関東鉄道との共同運行で、北柏駅 - 向山 - パークシティ守谷線、北柏駅 - 戸頭団地西 - パークシティ守谷線を新設[36]。
  - 10月1日：東武鉄道が、西小泉線、大沼田線のバス路線を廃止[37]。
- 1986年（昭和61年）
  - 4月1日：東武鉄道バス柏営業所が、、柏駅西口 - 柏の葉公園住宅前線を新設[36]。
  - 5月11日：東武鉄道が、バス西柏営業所、野田出張所、日光営業所鬼怒川出張所を新設[11]。
  - 5月16日：東武鉄道バス八潮営業所が、綾瀬駅 - 神明町 - 八潮市役所線を開業[39]。
  - 10月9日：東武ダイヤルバスが、川治地区で運行開始[11]。
  - 12月31日：この日をもって館林市と茨城県古河市・栃木県下都賀郡藤岡町（現：栃木市）を結ぶ2路線が廃止される[38]。これにより当時日本に653あった市の中で、館林市は唯一の「路線バスが走らない市」となる[38]。このことは路線バスの衰退を象徴する出来事として、マスメディアでも大きく取り上げられた。「館林市#路線バス」および「広域公共路線バス (館林市外四町)」も参照。
- 1987年（昭和62年）
  - 3月1日：東武鉄道が、名草線（なぐさせん、足利市）のバス路線を廃止[37]。飛駒線（寺沢入口 - 入名草 - 足利東武駅）を田沼町に廃止代替[37]。足利市内の路線は1990年代までに全廃され、名草地区では代替として市のコミュニティバス「足利市生活路線バス」が運行されている。
  - 4月25日：東武鉄道が、水上 - 鬼怒川間の横断特急バスの運行を開始[11]。
- 1988年（昭和63年）
  - 4月1日：東武鉄道が、バス中之条出張所、古河出張所を廃止[11]。
  - 6月1日：東武鉄道が、鬼怒川温泉駅 - 日光江戸村間のバス路線を運行開始[11]。
  - 10月19日：東武鉄道がJRバス関東と共同運行で、上三依塩原駅 - 塩原温泉 - 福渡温泉間のバス路線を運行開始[11]。
  - 11月6日：東武鉄道がバス大谷田出張所を、葛飾区西水元へ移転[11]。
  - 11月11日：東武鉄道がJRバス関東・常磐交通と共同運行で、東京駅 - いわき駅間に高速バスを運行開始[11]。長距離高速バスに参入。
  - 12月20日：東武鉄道が深夜バスを、柏市内の3区間で運行開始[11]。
  - 12月23日：東武鉄道が深夜バスを、北浦和駅 - 浦和市立病院間で運行開始[11]。
  - 12月27日：東武鉄道が深夜バスを、松原団地駅 - D地区循環ほか1系統で運行開始[11]。
- 1989年（昭和64年/平成元年）
  - 1月5日：東武鉄道が埼玉地区のバス路線を拡充し、免許センター線が15系統になる[11]。
  - 4月1日：東武鉄道がバス柏営業所を、沼南町（現：柏市）へ移転し沼南営業所とする[11]。桐生営業所を太田営業所桐生出張所化[40]
  - 4月3日：東武鉄道バス野田営業所が、梅郷駅前 - 野田梅郷住宅間を開業[11]。
  - 4月28日：6社共同運行により、大宮駅 - 成田空港間に「ONライナー」を運行開始[11]。空港連絡バスに参入。共同運行会社はJRバス関東（2009年3月31日撤退）、西武バス、国際興業バス、京成バス、千葉交通。
  - 5月8日：東北急行バスが、仙台、山形へ昼行高速バスを運行開始[11]。
  - 6月：岩槻市（現：さいたま市岩槻区）のコミュニティバス「岩槻市公共施設循環バス」が運行開始し、東武鉄道バス大宮営業所岩槻出張所（現：東武バスウエスト岩槻営業所）[41] と、国際興業バス大宮営業所（現：さいたま東営業所）が共同で運行受託を開始した。福祉目的の無料バスではあるが、東武では初のコミュニティバス受託であった[41]。またコミュニティバスとしては極めて早期の1980年代後半に開業した点でも特筆される。岩槻市のさいたま市への編入合併により2005年（平成17年）3月31日をもって廃止され、さいたま市コミュニティバスに再編された。さいたま市でも東武バスが運行受託している。
  - 7月24日：東武鉄道が深夜バスを、亀有駅 - 六木都住間で運行開始[11]。
  - 8月1　東武鉄道バス西柏営業所が、深夜バスを北柏駅 - 東急柏ビレジ間、北柏駅 - ライフタウン間で運行開始。[36]。
  - 8月21日：東武鉄道が深夜バスを、大宮駅 - シティハイツ三橋間、北浦和駅前 - 宮下間で運行開始[11]。
  - 8月28日：東武鉄道が深夜バスを、綾瀬駅 - 八潮車庫間で運行開始[11]。
  - 12月19日：東武鉄道が、深夜急行バス「ミッドナイトアロー川越」を運行開始[11]。

### コミュニティバス受託

#### 1990年代
- 1990年（平成2年）
  - 3月1日：東武鉄道が、深夜急行バス「ミッドナイトアロー柏」を運行開始[11]。
  - 4月1日：東武鉄道が、羽貫駅 - 県民活動総合センター間、上尾駅東口 - 県民活動総合センター間のバス路線を運行開始[11]。
  - 8月10日：東北急行バスが、JRバスと共同運行で新宿 - 仙台間の高速バスを運行開始[11]。
  - 9月3日：東武鉄道が深夜バスを、吹上駅 - 佐間 - 行田車庫間で運行開始[11]。
  - 9月4日：東武鉄道が、深夜急行バス「ミッドナイトアロー春日部」を運行開始[11]。
  - 9月25日：東武鉄道バス野田営業所が、深夜バスを北越谷駅 - 野田市駅間、竹ノ塚駅西口 - 舎人二ッ橋間で運行開始[11]。
  - 11月13日：東武鉄道バス西柏営業所が、深夜バスを柏駅 - 柏の葉公園間で運行開始[11]。
  - 11月26日：東武鉄道が、深夜バスを新田駅 - 新栄団地間で運行開始[11]。
- 1991年（平成3年）
  - 3月31日：東武鉄道バス八潮営業所が、金町駅 - 八潮車庫線を廃止[39]。
  - 4月1日：東武鉄道が、バス栃木営業所を出張所へ格下げ、西川田出張所を車庫化、館林出張所を廃止[11]。
  - 4月14日：東武鉄道が、野田市駅 - 木間ヶ瀬 - 東宝珠花線を休止。
  - 4月15日：東武鉄道が、東松山 - マイタウン中央間の路線を運行開始[11]。
  - 5月15日：東武鉄道バス沼南営業所に名戸ヶ谷車庫を新設[11]。
  - 10月1日：東武鉄道バス野田営業所が、北越谷 - 岩井車庫間を茨城急行自動車へ移管[11]。同10月、茨城急行自動車が北越谷駅 - 下町 - 岩井警察線を岩井車庫まで延長。岩井車庫 - 愛宕駅、岩井車庫 - 野田市駅間を新設[36]。矢板 - 鬼怒川 - 今市線を東野交通へ移管[42]
  - 11月11日：東武鉄道が深夜バスを、高坂駅 - なつめ公園間で運行開始[11]。上尾駅西口 - 秀明高校間の路線を運行開始[11]。
  - 12月31日：東武鉄道が、日光駅 - アーデル霧降間のバスを運行開始[11]。
- 1992年（平成4年）
  - 1月27日：東武鉄道バス草加営業所、松原団地駅 - 草加駅線を廃止[39]。
  - 4月9日：東武鉄道が、鶴ヶ島駅 - 文理学園間の路線を運行開始[11]。
  - 8月28日：東武鉄道が深夜バスを、吉川駅北口 - 吉川団地間で運行開始[11]。
  - 7月1日：柏駅西口に4番・5番バス乗り場が新設される[35]。
  - 9月11日：東武鉄道が深夜バスを、北千住駅 - 西新井車庫間で運行開始[11]。
  - 10月1日：中之条 - 四万 ・ 沢渡線を吾妻観光自動車に移管[43]
- 1993年（平成5年）
  - 2月：和光市のコミュニティバス「和光市無料循環バス」 の運行を受託[41]（現在は東武バスウエスト新座営業事務所が受託）。
  - 4月20日：東武鉄道バス越谷営業所、北越谷 - エローラ間を開業[11]。
  - 7月26日：東武鉄道バス野田営業所、野田市からの委託を受けて野田市内循環線（市役所 - 野田車庫 - 市役所 - 愛宕 - 中野台 - 下町 - 野田車庫）間を運行開始[11]。この路線はコミュニティバス的な路線で、試験運行的な性格が強かったが利用不振により短期間で運行終了し、1997年9月30日をもって廃止された。
  - 10月1日：水上駅 - 谷川ロープウェー線など水上地区の一部の路線を関越交通へ移管[11]。
- 1994年（平成6年）
  - 4月1日：東武鉄道が、バス渋川営業所を出張所化[11]、水上、伊勢崎、笠間の各出張所を廃止[11]。和光市駅 - 司法研修所間を運行開始[11]。
  - 4月1日：東武鉄道が、久喜市内循環バスを受託[11]（現在は協同バスが受託）、新伊勢崎 - 本庄線を十王自動車に移管、伊勢崎出張所を廃止。水上地区の残りの路線を関越交通へ移管[44]
  - 4月24日：東武鉄道が、東京駅 - 鬼怒川定期観光バスの運行を開始[11]。
  - 7月1日：東武鉄道が、流山市内循環バスを受託[11]。
  - 7月21日：東武鉄道が、朝霞市内循環バスを受託[11]。
  - 10月：東武鉄道バス境出張所、境車庫 - 古河駅間を朝日自動車へ移管[11]。
  - 12月1日：東武鉄道が、鶴ヶ島駅 - 伊勢原団地間のバス路線を運行開始[11]。
  - 12月3日：東武鉄道が、上尾駅西口 - 丸山公園間のバス路線を運行開始[11]。
  - 12月10日：東武鉄道が、谷塚駅東口にバス路線乗り入れ開始[11]。
  - 12月26日：東武鉄道が、杉戸高野台駅東口にバス路線乗り入れ開始[11]。
- 1995年（平成7年）
  - 2月11日：東武鉄道バス沼南営業所、柏駅東口 - 手賀の丘公園間を新設[11]。
  - 3月1日：東武鉄道が、大宮駅 - 三橋総合公園間の路線を運行開始[11]。
  - 3月22：東武鉄道が、春日部駅西口 - 国民年金春日部エミナース間の運行を開始[11]。
  - 3月：後閑 - 苗場スキー場線運行終了[23]
  - 4月1日：東武鉄道がバス太田営業所を前橋営業所の出張所化（同時に桐生出張所も前橋営業所管轄に変更）[45]、下館営業所を廃止[11]。
  - 4月2日：東武鉄道が羽生市内循環バスを受託[11]（朝日自動車へ移管）。
  - 4月3日：東武鉄道が八潮市内循環バスを受託[11]。
  - 4月3日：東武鉄道が加須市内循環バスを受託[11]（朝日自動車へ移管）。
  - 4月5日：東武鉄道が行田市内循環バスを受託[11]（朝日自動車へ移管）。
  - 5月15日：東武鉄道が、北本駅東口 - 富士重工間の路線を運行開始[11]。
  - 6月1日：東武鉄道が、上尾車庫 - 上尾駅東口 - 尾山台団地間、東大宮 - 県営砂団地間の路線を運行開始[11]。
  - 10月1日：東武鉄道バス境営業所、野田市駅 - 関宿 - 境車庫間を朝日自動車へ移管[11]。桐生 - 足利線廃止（足利市区間は、足利市生活路線バスにて代替運行[45]
- 1996年（平成8年）
  - 3月26日：東武鉄道が、川越市内循環バスを受託[11]。
  - 3月27日：東武鉄道バス吉川営業所、吉川駅北口 - 吉川きよみ野間の運行を開始[11]。
  - 4月1日：桐生市内線廃止により前橋営業所桐生出張所廃止、沼田営業所が前橋営業所沼田出張所化[46]。
  - 4月8日：東武鉄道が、宮原駅西口 - 埼玉栄高校入口 - 指扇駅間の運行を開始[11]。新越谷駅西口にバス乗り入れ開始[11]。
  - 5月1日：東武鉄道が、熊谷駅 - 四季の湯温泉ヘリテイジリゾート - 森林公園駅間の運行を開始[11]。
  - 5月3日：東武鉄道が、鶴ヶ島市内循環バスを受託[11]。
  - 5月7日：東武鉄道が、坂戸市内循環バスの運行を受託[11]。
  - 5月8日：東武鉄道が、春日部駅西口 - 地方庁舎・市役所前 - かすかべ温泉間の路線を運行開始[11]。
  - 10月29日：東武鉄道が、川越市内循環バス北コースの運行を受託[11]。
  - 東武鉄道バスの沼田地区の一部を関越交通へ移管[46]
  - 11月1日：東武鉄道バス沼南営業所、沼南町役場北口 - 高柳駅 - 自衛隊正門前間を開業[11]。自衛隊循環が高柳駅前に乗り入れ開始[11]。
- 1997年（平成9年）
  - 1月10日：東武鉄道が、富士見市内循環バスを運行受託[11]。
  - 3月1日：東武鉄道バス西柏営業事務所・沼南営業所間内で、柏駅西口・東口にバス接近表示システムを導入[36]。
  - 4月1日：東武鉄道が、熊谷営業所森林公園出張所を設置、小川出張所、東松山出張所、渋川出張所を廃止。北坂戸駅 - 入西団地間のバスを運行開始[11]。
  - 5月1日：東武鉄道バス境営業所、春日部駅 - 西宝珠花 - 工業団地入口･東宝珠花線の西宝珠花折返し便と、東武動物公園 - 西宝珠花線を関宿中央ターミナルまで延長[11]。
  - 7月1日：朝日自動車が、野田 - 関宿 - 境線を川間駅へ乗り入れ開始。
  - 8月9日：東武鉄道が、東毛呂駅 - 目白台一丁目 - 東毛呂駅線などを運行開始[11]。
  - 8月11日：東武鉄道が、熊谷駅 - 妻沼中町 - 妻沼聖天間の路線を運行開始[11]。
  - 10月1日：東武鉄道バス八潮営業所、草加駅 - 市役所 - 草加駅線を運行開始、草加駅 - 市役所 - 八潮団地線と草加駅 - 市役所 - 上彦名線を廃止[39]。
- 1998年（平成10年）
  - 4月1日：東武鉄道バス八潮営業所、草加駅 - 八潮市役所 - 吉川駅、草加駅 - 八潮市役所 - 柿ノ木二区線を廃止[39]。同年、東武鉄道バス草加営業事務所、草加駅発青柳循環を松原団地発着に変更[39]。草加駅 - 老人福祉センター線、草加駅 - 青柳 - 松原団地駅東口線を廃止[39]。
- 1999年（平成11年）
  - 3月：東武鉄道バス前橋営業所廃止[46]
  - 10月1日：東武鉄道バス境営業所、春日部駅 - 関宿中央ターミナル - 東宝珠花・関宿工業団地入口間を、朝日自動車へ移管。
  - 10月31日：東武鉄道バス野田営業所、野田市駅 - 越谷駅線を廃止。野08系統（北越谷 - 愛宕駅 - 紫ゴルフ場線）を休止。

### バス事業の移管と分社化

#### 2000年代以降
- 2000年（平成12年）
  - 3月31日
    - 東武鉄道が、バス越谷営業所境出張所を廃止（現：朝日自動車境営業所）。翌4月1日より、東武動物公園駅 - 関宿中央ターミナル間、東武動物公園 - 境車庫間の2路線を朝日自動車へ移管。4月1日より朝日自動車が、野田市駅・川間駅 - 関宿工業団地入口線、春日部駅 - 関宿工業団地入口線を、関宿はやま工業団地へ乗り入れ開始。
    - 東武鉄道が、バス加須営業所、熊谷営業所本庄出張所を廃止。翌4月1日より朝日自動車へ移管（現：朝日自動車加須営業所、朝日自動車本庄営業所）[47]。4月1日より加須営業所菖蒲出張所を上尾営業所菖蒲出張所に変更。

  - 9月30日
    - 東武鉄道が、バス越谷営業所、越谷営業所春日部出張所、熊谷営業所行田出張所を廃止。翌10月1日より朝日自動車へ移管（現：朝日自動車越谷営業所。春日部営業所は移管後に廃止）。
    - 東武鉄道が、日光営業所鬼怒川出張所を廃止。翌10月1日より東武ダイヤルバスへ移管。
- 2001年（平成13年）
  - 3月31日：東武鉄道が、バス熊谷営業所を国際ハイヤーへ移管。翌4月1日より「国際バス」として営業開始（現：国際十王交通熊谷営業所）。4月1日より熊谷営業所森林公園出張所を川越営業所森林公園出張所へ変更。
  - 7月11日：東武鉄道とJRバス関東の共同運行で、東京駅 - 江戸川台線を運行開始。
  - 9月30日：東武鉄道が、バス野田出張所を廃止。翌10月1日より茨城急行自動車へ移管（現：茨城急行自動車野田営業所）。10月1日より朝日自動車へ移管された関宿 - 川間線の野田乗り入れが廃止され、北越谷 - 岩井線の系統が分断される。
- 2002年（平成14年）
  - 1月30日：東武バス株式会社を設立[48]。
  - 4月1日：沼南営業所の柏21系統（柏駅東口 - 葉山 - 戸張）[49]、西柏営業所の北柏02系統（北柏駅 - 向山 - パークシティ守谷）及び北柏03系統（北柏駅 - 戸頭団地西 - パークシティ守谷）を、阪東自動車に移管[50]。これにより、茨城県から、東武の一般路線バス乗り入れが消滅となる。
  - 4月4日：東武バスセントラル株式会社[48]、東武バスイースト株式会社[48]、東武バスウエスト株式会社[48]、東武バス日光株式会社を設立[48]。東武鉄道からバス事業が分社化され、東武バス株式会社に統括機能を、運行を各地域子会社に承継。
  - 10月：大井町のコミュニティバス「大井町内循環バスを受託開始[51]。
- 2003年（平成15年）9月：足立区コミュニティバス「はるかぜ」4号（区役所・鹿浜線）を東武バスセントラル西新井営業所が受託。
- 2005年（平成17年）
  - 8月：「さいたま市コミュニティバス」北区コミュニティバスを東武バスウエスト大宮営業事務所が受託。
  - 8月24日：首都圏新都市鉄道つくばエクスプレス開業に伴い運行開始した「はるかぜ」7号（梅島・六木線）を東武バスセントラル葛飾営業所が受託。
  - 10月1日：大井町と上福岡市が合併してふじみ野市が発足。これに伴い、大井町内循環バスが「ふじみ野市内循環バス」となる。
- 2007年（平成19年）
  - 1月11日：「さいたま市コミュニティバス」岩槻市コミュニティバスを東武バスウエスト岩槻営業所が受託。東武初のコミュニティバス受託となった岩槻市内循環バスから引き継ぐ形で受託した。
  - 11月23日：柏市が「かしわコミュニティバス」を運行開始[52]、東武バスイースト沼南営業所（当時）が受託[52]。
- 2009年（平成21年）10月1日：新座市コミュニティバス「にいバス」が運行開始、東武バスウエスト新座営業事務所が受託。
- 2013年（平成25年）3月31日：この日をもって「かしわコミュニティバス」が廃止[53]。
- 2021年（令和3年）
  - 10月1日：同日付で東武バスセントラルが東武バスイーストを吸収合併[3]。東武バスイースト西柏営業事務所とその管轄下の沼南営業所は、同日付でそのまま東武バスセントラルの営業所となった[3]。
- 2022年（令和4年）
  - 3月31日：この日をもって天沼営業所を閉所し、岩槻営業所に統合。[54]
  - 9月30日：この日をもって花畑営業所を閉所し、足立営業事務所に統合。
- 2023年（令和5年）
  - 7月22日：東武バスセントラル及び東武バスウエスト管内で消費税率の改定によらない運賃改定を実施。[55]

## 運行会社・営業所

### 現行の子会社
東武バスの運行業務は、東武バスの分社化と同時に設立された地域子会社である東武バスセントラル、東武バスウエスト、東武バス日光の3つの運行会社が地域ごとに担当する。東武バスイーストは2021年10月1日付で東武バスセントラルへ吸収合併され、東武バスイーストの営業所はそのまま東武バスセントラルの営業所となった。
各社の担当地域は以下の通りである。運行路線の詳細は各営業所の記事を参照のこと。営業所名に続く括弧内の英字2字は営業所の略記で、主に高速バス、空港リムジン車、貸切車、深夜急行バスの車両後部に掲出されている。
分社化と同時に、従来の営業所を「営業事務所」、出張所を「営業所」に名称変更したが、これは法令の変更に伴うもので会社組織的には内容の変更はない。また東武バスにおける営業事務所と営業所の違いは、規模やエリアなどではなく会社組織的な都合で区別されているものであり、運行上は営業事務所と傘下となる営業所の間に関係はない。

#### 東武バスセントラル
東武バスセントラル株式会社（とうぶバスセントラル、英: Tobu Bus Central Co., Ltd.）は、主に東京都北東部、埼玉県南東部、千葉県北西部を担当する運行会社であり、本社は東京都足立区伊興本町の足立営業事務所内にある。
東武伊勢崎線（東武スカイツリーライン）沿線の住宅路線を主力とし、足立、草加の2営業事務所と5営業所を有する。

さらに2021年10月1日に東武バスイーストを吸収したことにより千葉県内に西柏営業事務所と沼南営業所を有する。旧東武バスイーストの路線の大半が柏駅をターミナルに運行されており、同駅を境に西側を西柏営業事務所が、東側を同営業事務所下の沼南営業所が担当する。管轄地域の路線の基礎は、東武野田線（東武アーバンパークライン）の前身である総武鉄道によって築かれたもので、戦後のベッドタウン化の流れの中で多数の住宅路線が開設された。
日本バス協会傘下の東京バス協会の会員である。東北方面への高速バス路線の運行も担当している。はとバスと共同で東京発の日光方面定期観光バスも運行する。
- 足立営業事務所 (AD)
  - 西新井営業所
  - 葛飾営業所
- 草加営業事務所 (SK)
  - 八潮営業所
  - 三郷営業所
  - 吉川営業所
- コミュニティバスを受託運行している市町村
  - 八潮市 - 八潮市コミュニティバス
  - 足立区 - はるかぜ (コミュニティバス)
  - 草加市 - パリポリくんバス

2021年10月1日付で東武バスイーストを吸収合併し、東武バスイーストの以下の営業所を統合した。
- 西柏営業事務所（KW）
  - 沼南営業所
- コミュニティバスを受託運行している市町村
  - 流山市 - 流山ぐりーんバス

#### 東武バスウエスト
東武バスウエスト株式会社（とうぶバスウエスト、英: Tobu Bus West Co., Ltd.）は、主に埼玉県中南部・南西部を担当する運行会社であり、本社は埼玉県さいたま市北区の大宮営業事務所内にある。日本バス協会傘下の埼玉県バス協会の会員である。
設立にあたり、乗務員の不足から川越営業所森林公園出張所及び坂戸出張所の一部路線を川越観光自動車に、上尾営業所菖蒲出張所及び上尾営業所の一部路線を朝日自動車へ移管した。
東武野田線（東武アーバンパークライン）とJR高崎線沿線を管轄する大宮営業事務所、東武東上線沿線を管轄する川越営業事務所と新座営業事務所、および4つの営業所を有する。埼玉県より国民保護法に基づく指定地方公共機関に指定されている。
- 大宮営業事務所(OM)
  - 岩槻営業所
  - 上尾営業所(AO)
- 川越営業事務所(KG)
  - 坂戸営業所
- 新座営業事務所(NZ)
- コミュニティバスを受託運行している市町村
  - さいたま市 - さいたま市コミュニティバス（北区コミュニティバス・岩槻区コミュニティバス）
  - 上尾市 - ぐるっとくん
  - 川越市 - 川越シャトル
  - 坂戸市 - さかっちバス
  - 鶴ヶ島市 - つるバス
  - 朝霞市 - 朝霞市内循環バス わくわく号
  - 新座市 - にいバス
  - 和光市 - 和光市内循環バス
  - 富士見市 - 富士見市内循環バス
  - ふじみ野市 - ふじみ野市内循環バス（2016年3月廃止）

#### 東武バス日光
東武バス日光株式会社（とうぶバスにっこう、英: Tobu Bus Nikko Co. Ltd.）は、栃木県の日光地区を担当する運行会社。本社は栃木県日光市に所在する。鬼怒川地区の路線は分社化前にグループ会社の東武ダイヤルバス（現：日光交通）へ譲渡されたため、営業所は日光営業所のみである。観光路線を多く担当し、またいろは坂のように急勾配が続く路線が多いことや、冬季の保温性を考慮して観光タイプの車両が主力である。

### 過去の子会社

#### 東武バスイースト
千葉県北西部を担当する運行会社であり、本社は千葉県柏市の西柏営業事務所内に所在した。日本バス協会傘下の千葉県バス協会の会員であった。設立にあたり、沼南営業所の一部路線を阪東自動車に移管した。
路線の大半が柏駅をターミナルに運行されており、同駅を境に西側を西柏営業事務所が、東側を同営業事務所下の沼南営業所が担当した。管轄地域の路線の基礎は、東武野田線（東武アーバンパークライン）の前身である総武鉄道によって築かれたもので、戦後のベッドタウン化の流れの中で多数の住宅路線が開設された。
前述のとおり、2021年10月1日付で東武バスセントラルへ吸収合併された。
- 西柏営業事務所（KW）
  - 沼南営業所
- コミュニティバスを受託運行していた市町村
  - 流山市 - 流山ぐりーんバス（東武バスセントラルとして継続）

柏市 - かしわコミュニティバス（2013年3月廃止）

## 廃止営業所
名称は全て最終時のもの。管轄営業所は、組織改正のたびに変更があった出張所も多いため、最終時の管轄のみ掲載。
| 営業所名       | 最終管轄 | 現在                                                                     | 廃止日        |
| -------------- | -------- | ------------------------------------------------------------------------ | ------------- |
| 東京都         |          |                                                                          |               |
| 豊島出張所     | 西新井   | 閉所                                                                     | 1974年8月20日 |
| 練馬出張所     | 新座     | 閉所                                                                     | 1978年8月31日 |
| 花畑営業所     | 花畑     | 足立営業事務所と統合により閉所                                           | 2022年9月30日 |
| 埼玉県         |          |                                                                          |               |
| 志木出張所     | 新座     | 新座営業所へ移転閉所                                                     | 1969年2月28日 |
| 越生出張所     | 川越     | 坂戸出張所へ移転閉所                                                     | 1977年3月25日 |
| 羽生出張所     | 加須     | 閉所                                                                     | 1981年3月31日 |
| 鬼石出張所     | 本庄     | 閉所                                                                     | 1981年3月31日 |
| 寄居出張所     | 本庄     | 閉所                                                                     | 1981年3月31日 |
| 児玉出張所     | 本庄     | 閉所                                                                     | 1982年9月30日 |
| 深谷出張所     | 本庄     | 閉所（路線は本庄営業所が運行）                                           | 1989年3月31日 |
| 小川町出張所   | 熊谷     | 森林公園出張所へ移転閉所                                                 | 1997年3月31日 |
| 東松山出張所   | 川越     | 森林公園出張所へ移転閉所                                                 | 1997年3月31日 |
| 幸手出張所     | 加須     | 朝日自動車久喜営業所                                                     | 1999年9月30日 |
| 本庄出張所     | 熊谷     | 朝日自動車本庄営業所                                                     | 2000年3月31日 |
| 加須営業所     | -        | 朝日自動車加須営業所                                                     | 2000年3月31日 |
| 行田出張所     | 熊谷     | 閉所（路線は朝日自動車加須営業所が運行）                                 | 2000年9月30日 |
| 越谷営業所     | -        | 朝日自動車越谷営業所                                                     | 2000年9月30日 |
| 春日部出張所   | 越谷     | 朝日自動車春日部営業所（その後、杉戸営業所へ移転）                       | 2000年9月30日 |
| 熊谷営業所     | -        | 国際十王交通熊谷営業所                                                   | 2001年3月31日 |
| 菖蒲出張所     | 上尾     | 朝日自動車菖蒲営業所                                                     | 2002年3月31日 |
| 森林公園出張所 | 熊谷     | 川越観光自動車森林公園営業所                                             | 2002年3月31日 |
| 天沼営業所     | 大宮     | 岩槻営業所と統合により閉所                                               | 2022年3月31日 |
| 千葉県         |          |                                                                          |               |
| 柏営業所       | -        | 沼南営業所へ移転閉所                                                     | 1989年3月31日 |
| 野田出張所     | 西柏     | 茨城急行自動車野田営業所（その後、松伏営業所（埼玉県）へ統合）           | 2001年9月30日 |
| 群馬県         |          |                                                                          |               |
| 伊香保出張所   | 渋川     | 閉所                                                                     | 1977年6月30日 |
| 四万出張所     | 中之条   | 閉所                                                                     | 1977年6月30日 |
| 小泉出張所     | 太田     | 閉所                                                                     | 1982年3月31日 |
| 前橋駅出張所   | 伊勢崎   | 閉所                                                                     | 1982年3月31日 |
| 高崎出張所     | 渋川     | 閉所                                                                     | 1982年3月31日 |
| 後閑出張所     | 沼田     | 閉所                                                                     | 1982年3月31日 |
| 猿ヶ京出張所   | 沼田     | 閉所                                                                     | 1982年3月31日 |
| 大間々出張所   | 桐生     | 閉所                                                                     | 1984年3月31日 |
| 横塚出張所     | 沼田     | 閉所                                                                     | 1984年3月31日 |
| 鎌田出張所     | 沼田     | 関越交通鎌田営業所                                                       | 1986年5月10日 |
| 中之条出張所   | 渋川     | 関越交通吾妻営業所                                                       | 1988年3月31日 |
| 館林出張所     | 太田     | 閉所（路線は1986年に全廃）                                               | 1991年3月31日 |
| 伊勢崎出張所   | 前橋     | 閉所（路線は十王自動車が一部運行）                                       | 1994年3月31日 |
| 水上出張所     | 沼田     | 関越交通水上営業所                                                       | 1994年3月31日 |
| 桐生出張所     | 太田     | 閉所                                                                     | 1996年3月31日 |
| 渋川出張所     | 前橋     | 関越交通渋川営業所                                                       | 1997年3月31日 |
| 沼田出張所     | 前橋     | 関越交通沼田営業所                                                       | 1998年3月31日 |
| 前橋営業所     | -        | 閉所（路線は関越交通渋川営業所が一部運行）                               | 1999年3月31日 |
| 太田出張所     | 熊谷     | 朝日自動車太田営業所（後に別所在地へ移転）                               | 1999年9月30日 |
| 栃木県         |          |                                                                          |               |
| 湯元出張所     | 中禅寺   | 閉所                                                                     | 1977年6月30日 |
| 今市出張所     | 鬼怒川   | 閉所                                                                     | 1977年6月30日 |
| 東足利出張所   | 足利     | 閉所                                                                     | 1977年6月30日 |
| 葛生出張所     | 栃木     | 閉所                                                                     | 1977年8月31日 |
| 足尾出張所     | 日光     | 閉所                                                                     | 1981年3月31日 |
| 川治出張所     | 鬼怒川   | 閉所                                                                     | 1981年3月31日 |
| 矢板出張所     | 鬼怒川   | 閉所                                                                     | 1983年3月31日 |
| 小山出張所     | 栃木     | 閉所                                                                     | 1985年2月15日 |
| 中禅寺出張所   | 日光     | 閉所（窓口業務は中禅寺温泉駅として残置）                                 | 1986年5月10日 |
| 西川田出張所   | 栃木     | 閉所（路線は関東自動車が継承）                                           | 1991年3月31日 |
| 足利出張所     | 太田     | 閉所                                                                     | 1992年3月31日 |
| 栃木出張所     | 日光     | 閉所                                                                     | 1996年3月31日 |
| 鬼怒川出張所   | 日光     | 日光交通ダイヤル営業所モータープール。事務所はニッポンレンタカーが使用。 | 2000年9月30日 |
| 茨城県         |          |                                                                          |               |
| 水戸出張所     | 下館     | 閉所                                                                     | 1977年3月31日 |
| 結城出張所     | 下館     | 閉所                                                                     | 1981年3月31日 |
| 下妻出張所     | 境       | 閉所                                                                     | 1983年3月31日 |
| 岩井出張所     | 境       | 閉所                                                                     | 1985年2月15日 |
| 古河出張所     | 境       | 茨城急行自動車古河営業所                                                 | 1988年3月31日 |
| 笠間出張所     | 境       | 閉所                                                                     | 1994年3月31日 |
| 下館出張所     | 境       | 閉所                                                                     | 1995年3月31日 |
| 境出張所       | 越谷     | 朝日自動車境営業所                                                       | 1999年3月31日 |

### 東武バスの営業所・路線を引き継いだ関連子会社
東武鉄道バス事業本部時代の最盛期は、北関東一帯に広大な路線バス網を形成していたが、同地区ではモータリゼーションが進んだため、慢性的な赤字などの理由によりバス路線が廃止されていった。
なお、東武により廃止された路線でも、地元自治体が廃止代替バスやコミュニティバスとして東武グループ以外の事業者に運行委託し、路線が維持されているものがある。
当初は、群馬県や茨城県、埼玉県北部・中部・東部などを中心に、不採算路線の廃止などを進めた。その後は同地域の残った路線を、以下の現地の東武グループ子会社へ順次譲渡した。その後、譲渡されなかった路線が東武バス各社に分社化・継承された。
譲渡を受けた子会社については以下のとおり。これらの事業者のうち東野交通を除いた10社（現7社）は、東武鉄道主導で、朝日自動車を統括事業者とする朝日自動車グループとしてまとめられている。
社名の後ろに「☆」印を記した事業者は、東武からの移管を受けたことに伴い、乗合バス事業に新規参入した事業者（社歴上、過去に参入していた場合は無視する）。☆の後ろの（）内はそれまでの本業。
- 朝日自動車 ☆（タクシー・観光バス） 
  - 越谷営業所・春日部出張所・加須営業所・幸手出張所・菖蒲出張所・本庄出張所・行田出張所・境営業所・太田出張所
- 川越観光自動車 ☆（観光バス）
  - 坂戸出張所の一部路線・菖蒲出張所の一部路線・森林公園出張所
- 国際ハイヤー ☆（タクシー）
  - 熊谷営業所・森林公園出張所の一部路線
- 十王自動車 ☆（タクシー・観光バス）
  - 伊勢崎出張所の一部路線

※ 国際ハイヤーと十王自動車は、2004年1月に国際ハイヤーを存続会社として合併し、国際十王交通に商号変更。2022年4月に新生・十王自動車が、国際十王交通から分離独立。
- 茨城急行自動車
  - 野田出張所・古河出張所
- 関越交通 ☆（タクシー・観光バス）
  - 前橋営業所・渋川営業所（出張所）・沼田営業所
- 吾妻観光自動車 ☆（観光バス）
  - 吾妻営業所の一部路線

※ 吾妻観光自動車は、2002年10月に関越交通に吸収合併され解散。
- 日光交通 ☆（タクシー・観光バス）
  - 日光営業所の一部路線
- 東武ダイヤルバス ☆（送迎バス）
  - 鬼怒川出張所

※ 東武ダイヤルバスは、2008年4月に日光交通に吸収合併され解散。
- 阪東自動車
  - 沼南営業所の一部路線・西柏営業所の一部路線
- 東野交通
  - 宇都宮 - 真岡 - 下館線・鬼怒川地区の一部路線

※ 東野交通は、2016年12月に東武グループから離脱。さらに2018年10月に関東自動車に吸収合併され解散。

## 東武グループのバス事業者
東武グループにおけるバス事業者は、前述のバス事業本部を分社化した東武バスグループのほか、営業所・路線を継承した関連子会社による朝日自動車グループから構成される。
ちなみに、2024年12月現在におけるバス事業者は以下のとおりである。なお☆は、東武鉄道バス事業本部の路線や営業所・出張所を継承している事業者である。
- 東武バスグループ - 東武鉄道バス事業本部から分社化
  - 東武バス（統括会社）
  - 東武バスセントラル ☆
  - 東武バスウエスト ☆
  - 東武バス日光 ☆
- 朝日自動車グループ - バス事業者のみ記載。バス事業本部から路線・営業所移管（一部除く）
  - 朝日自動車 ☆（統括を兼務）
  - 川越観光自動車 ☆
  - 国際十王交通 ☆
  - 茨城急行自動車 ☆
  - 関越交通 ☆
  - 日光交通 ☆
  - 阪東自動車 ☆
  - 東北急行バス - 高速乗合バス専門
  - 桐生朝日自動車 - 群馬県桐生市内の東武バス路線の廃止代替であるおりひめバスを受託している。

なお上記事業者のうち、朝日自動車・川越観光自動車・国際十王交通・茨城急行自動車（古河営業所を除く）・阪東自動車の各社のバスでは、PASMOを東武バスグループ扱い（利用履歴上は東武バス利用となる）で導入した（阪東自動車を除く4社で東武バスグループが発行するバス共通カードを導入していた）。また、東武鉄道が一括で行っている「東武交通広告」のバスメディアの部でも東武バスグループに阪東自動車を除く4社を加えて案内されている。このため、広義の意味で上記5社も東武バスグループに含めて扱われる場合がある。

### 過去の事業者
東武グループから株式譲渡・独立したバス事業者を記載。これ以外にも朝日自動車グループ内の再編により消滅した企業がある（朝日自動車グループ及び各社の項目を参照）。
- 東野交通グループ - 2016年12月1日付けで、みちのりホールディングス（以下「みちのりHD」）に譲渡され、東武グループから離脱した。
  - 東野交通 - 東野交通グループ中核会社。みちのりHD傘下異動後、2018年10月1日に同じ栃木県で営業するみちのりHD傘下の関東自動車を存続会社として合併し、法人格が消滅した[61]。
  - 那須交通 - 観光バス主体。関東自動車子会社として存続。
  - やしお観光バス - 観光バス主体。関東自動車子会社として存続。
- 十王自動車 - 2022年4月1日付で、国際十王交通前身の一つであった旧・十王自動車の創業家によって再独立した。

## 運賃・乗車券類

### 企画乗車券
東武バスの一日乗車券類としては、下記の乗車券が発売されている。
- スカイツリーシャトル上野・浅草線一日フリー乗車券
  - スカイツリーシャトル上野・浅草線が1日乗り放題となる乗車券。大人420円・小児210円。
- 足立一日フリー乗車券
  - 足立区・葛飾区・北区の東武バス全線が1日乗り放題となる乗車券。大人500円・小児250円。
  - 都内の一部のバス事業者で導入している「都区内一日乗車券」に相当する。
  - 乗車券の券面に赤線で記載されている指定区間の経路を利用できる。埼玉県内や千葉県内、東京都板橋区内は利用不可（指定区間を超えて乗車の場合は区間外乗車分の追加運賃が必要）。ただし草加市内の一部は券面記載の区間に限り追加運賃なしで利用可能。
  - 深夜バス利用の場合は、深夜料金の半額を支払うことで乗車可能。
- 小江戸川越一日乗車券[62]
  - 川越市の「小江戸名所めぐりバス」と東武バス一般路線の指定区間が1日乗り放題となる、蔵の街川越への観光客向けに発売されている乗車券。大人400円・小児200円（紙式・モバイル同額）。

### 福祉割引制度
| 対象                  | 種類                    | 種別   | 区分 | 条件   | 条件   | 普通券 | 定期券 |
| --------------------- | ----------------------- | ------ | ---- | ------ | ------ | ------ | ------ |
| 身体障害者 知的障害者 | 身体障害者手帳 療育手帳 | 第一種 | 大人 | 単独   | 単独   | 5割引  | 3割引  |
| 身体障害者 知的障害者 | 身体障害者手帳 療育手帳 | 第一種 | 大人 | 介護付 | 本人   | 5割引  | 3割引  |
| 身体障害者 知的障害者 | 身体障害者手帳 療育手帳 | 第一種 | 大人 | 介護付 | 介護者 | 5割引  | 3割引  |
| 身体障害者 知的障害者 | 身体障害者手帳 療育手帳 | 第一種 | 小児 | 単独   | 単独   | 5割引  | -      |
| 身体障害者 知的障害者 | 身体障害者手帳 療育手帳 | 第一種 | 小児 | 介護付 | 本人   | 5割引  | 3割引  |
| 身体障害者 知的障害者 | 身体障害者手帳 療育手帳 | 第一種 | 小児 | 介護付 | 介護者 | 5割引  | 3割引  |
| 身体障害者 知的障害者 | 身体障害者手帳 療育手帳 | 第二種 | 大人 | 単独   | 単独   | 5割引  | 3割引  |
| 身体障害者 知的障害者 | 身体障害者手帳 療育手帳 | 第二種 | 小児 | 単独   | 単独   | 5割引  | -      |
| 身体障害者 知的障害者 | 身体障害者手帳 療育手帳 | 第二種 | 小児 | 介護付 | 本人   | 5割引  | 3割引  |
| 身体障害者 知的障害者 | 身体障害者手帳 療育手帳 | 第二種 | 小児 | 介護付 | 介護者 | 5割引  | 3割引  |

## 路線

### 高速バス
高速バスは2022年10月現在、東北方面への高速バス2路線と、東武鉄道沿線を発着する羽田空港・成田空港への空港連絡バスや東京スカイツリーと東京ディズニーリゾートを結ぶ高速バスが運行されている。<>内は共同運行会社。

#### 高速バス（東武バスセントラル）
以下の9路線を担当する。なお、いわき号は常磐自動車道経由、あだたら号は東北自動車道経由である。

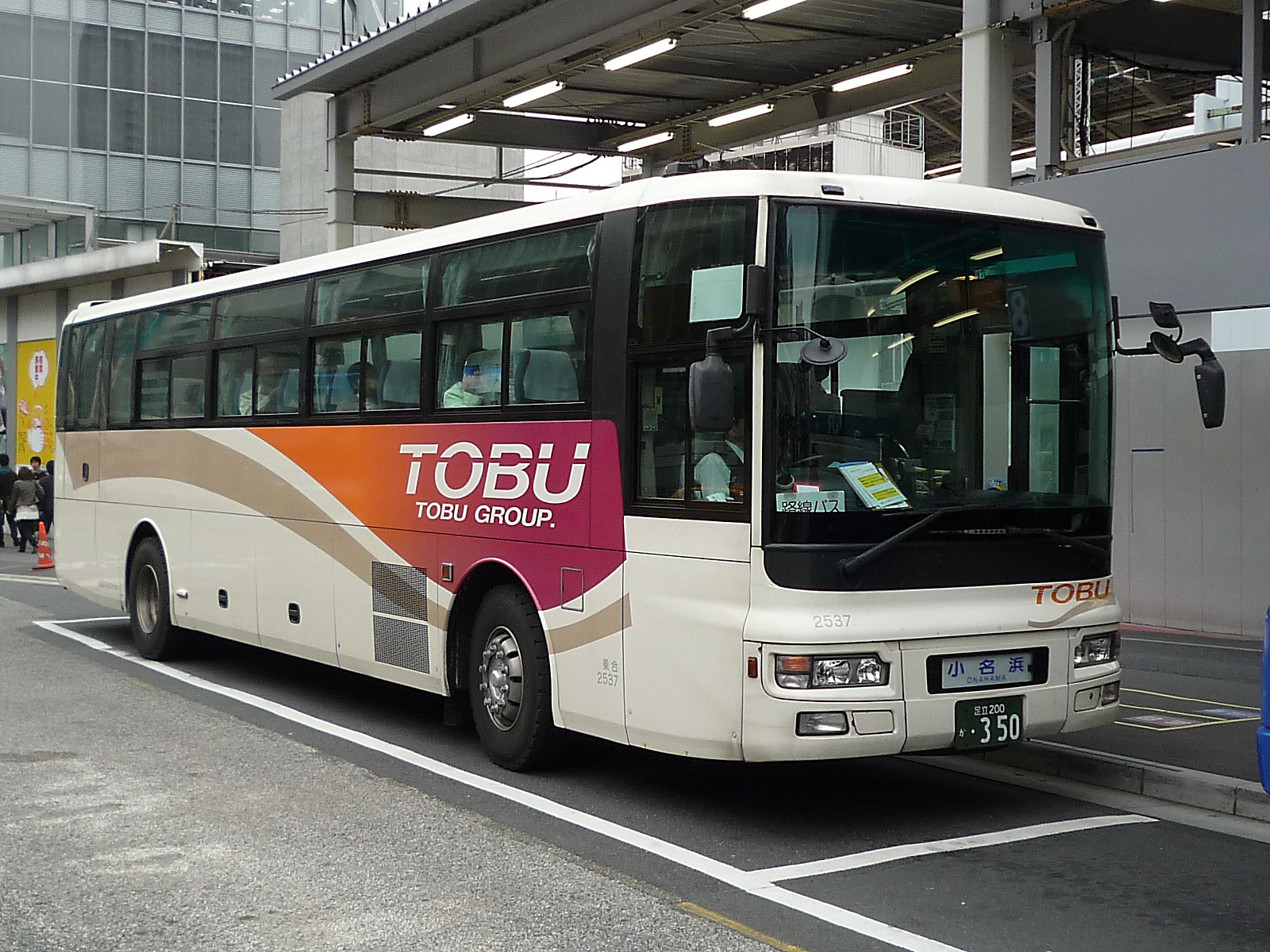
高速バス いわき号

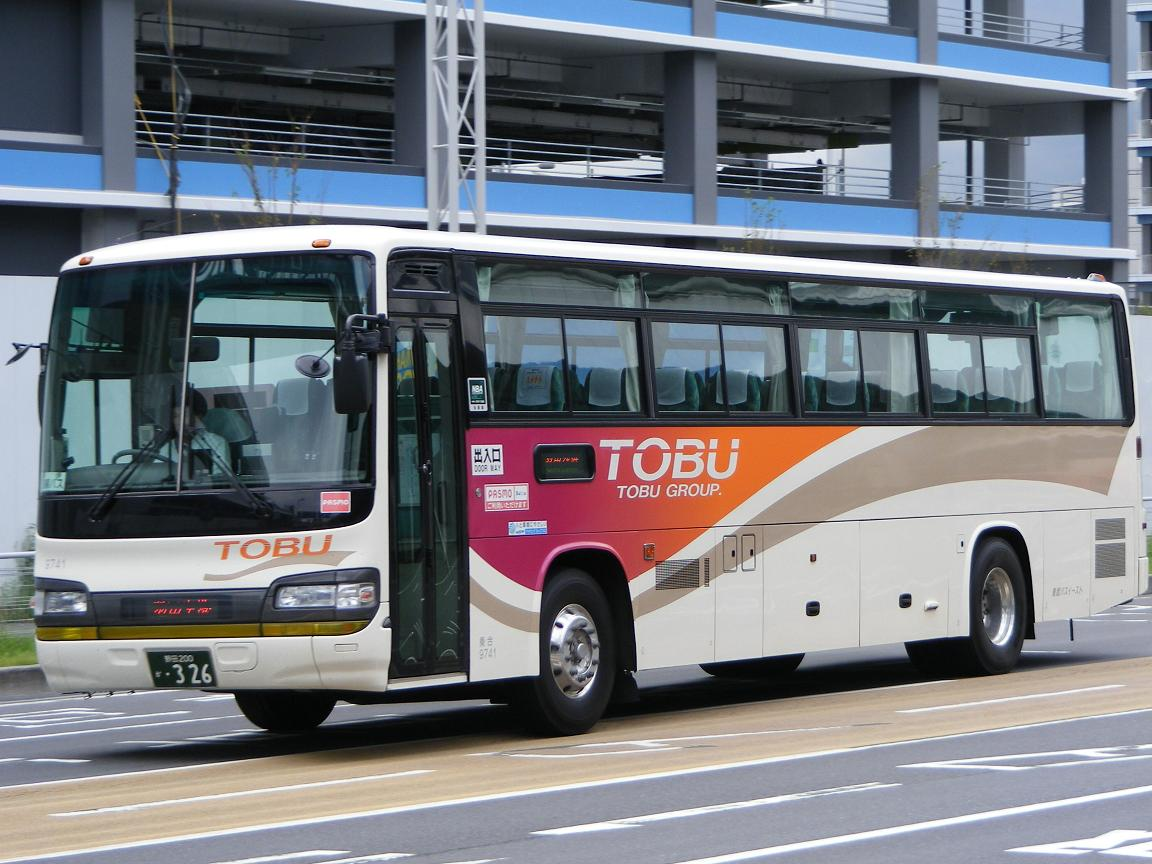
柏駅～羽田空港線

- いわき号：東京駅 - いわき駅・JRバスいわき支店/小名浜 <JRバス関東・新常磐交通>
- あだたら号：新越谷駅西口・浦和美園駅 - 郡山駅前 <福島交通>
- 北千住駅西口・千住大橋駅 - 羽田空港 <京浜急行バス>
- 新越谷駅西口・草加駅東口・八潮駅北口 - 羽田空港 <京浜急行バス>
- しらこばと号：新越谷駅西口・草加駅東口・八潮駅北口 - 成田空港 <東京空港交通・千葉交通>
- スカイツリーシャトル羽田空港線：東京スカイツリータウン - （両国駅入口 -） 錦糸町駅 - 羽田空港 <京浜急行バス>
  - 「両国駅入口」バス停は、空港行早朝の始発便（起点）と空港発夜の便（終点）の1往復のみで、東武バスセントラルの担当。
  - また、「両国駅入口」発着便を除く、朝の羽田空港行2本と夜の羽田空港発2本は、錦糸町駅前発着となる。
- スカイツリーシャトル東京ディズニーリゾート線：東京スカイツリータウン・錦糸町駅 - 葛西駅・東京ディズニーリゾート <京成バス>
- 羽田空港 - 流山おおたかの森駅西口・柏の葉キャンパス駅西口・柏駅西口 <京浜急行バス>

#### 高速バス（東武バスウエスト）
以下の6路線を担当する。
- ONライナー号：西武バス大宮営業所 - 大宮駅西口 - さいたま新都心駅西口 - 成田空港 <国際興業、西武バス、京成バス、千葉交通>
- 新座車庫・志木駅・朝霞台駅 - 羽田空港 <京浜急行バス>
- 上尾駅・桶川駅 - 羽田空港
- ふじみ野駅・新座車庫・志木駅・朝霞台駅 - 成田空港 <東京空港交通>
- 坂戸駅南口 - 川越駅西口 - 成田空港 <川越観光自動車・千葉交通>
- 東京ディズニーランド - 東京ディズニーシー - 大宮駅西口 - 川越駅西口 - 本川越駅 - 札の辻 - 神明町車庫<京成トランジットバス>

#### 高速路線（廃止）
- 新宿駅 - 日光・鬼怒川温泉駅 <関東バス>
- 東京駅 - 江戸川台駅 <JRバス関東>
- スカイツリーシャトルお台場線：東京スカイツリータウン・錦糸町駅 - ホテルイースト21東京 - 東京テレポート駅・ホテルグランパシフィック LE DAIBA・大江戸温泉物語
- スカイツリーシャトル和光・志木線：新座車庫・志木駅・朝霞台駅・和光市駅 - 東京スカイツリータウン

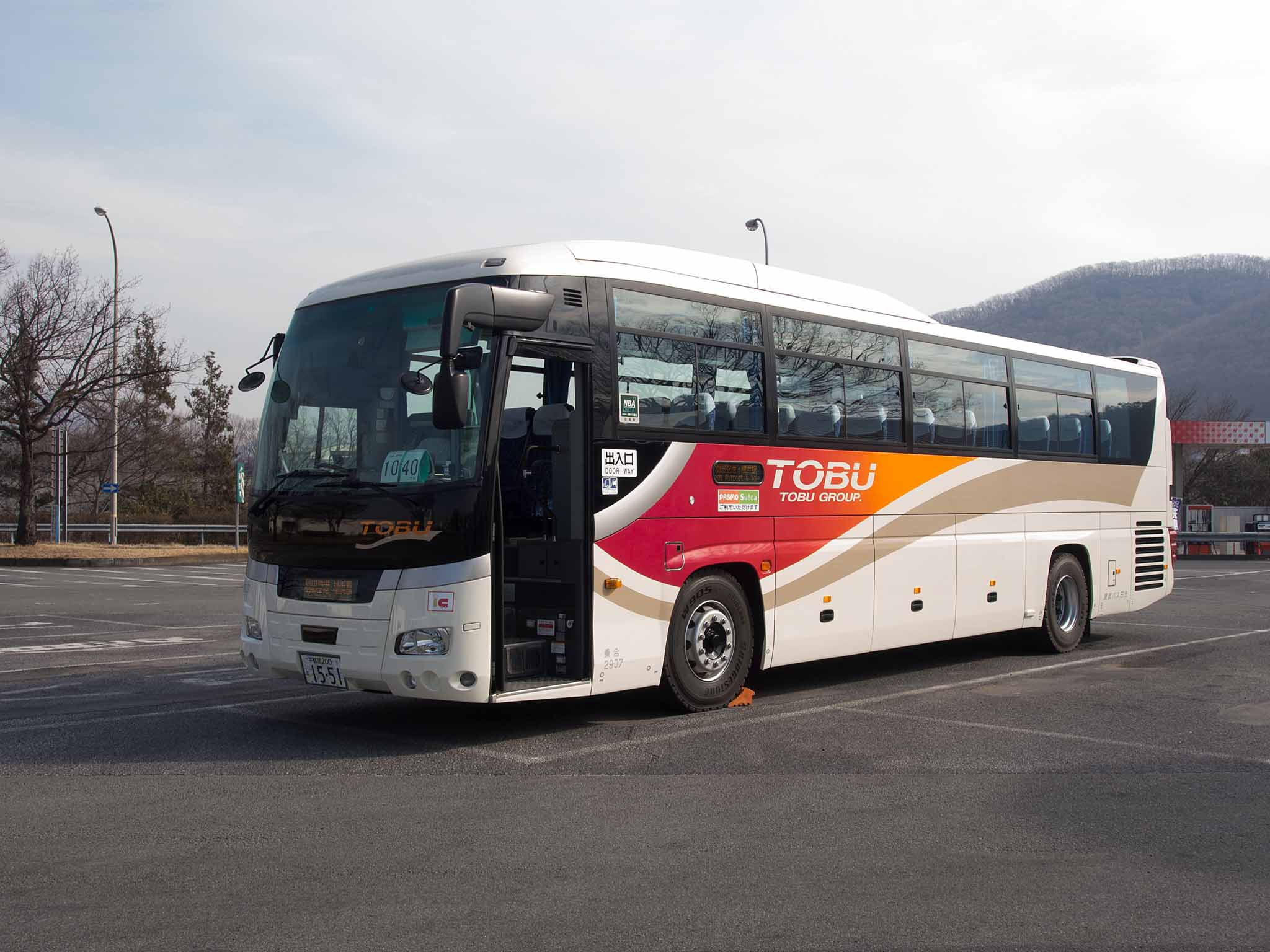
横浜・羽田空港 - 日光・鬼怒川線

- 横浜駅・羽田空港 - 下今市駅・東武日光駅・鬼怒川温泉駅<京浜急行バス>
- 圏央ライナー川越湘南線：神明町車庫・本川越駅・川越駅西口 - 本厚木駅北口・江ノ島・藤沢駅北口<神奈川中央交通西>
  - 2022年8月31日をもって撤退し[63]、同年9月3日より神奈川中央交通西の単独運行となった[64]。
- 柏の葉キャンパス駅西口・流山おおたかの森駅西口 - 東京駅 <京成バス・JRバス関東>
  - 2022年9月30日をもって運行終了。

### 深夜急行バス

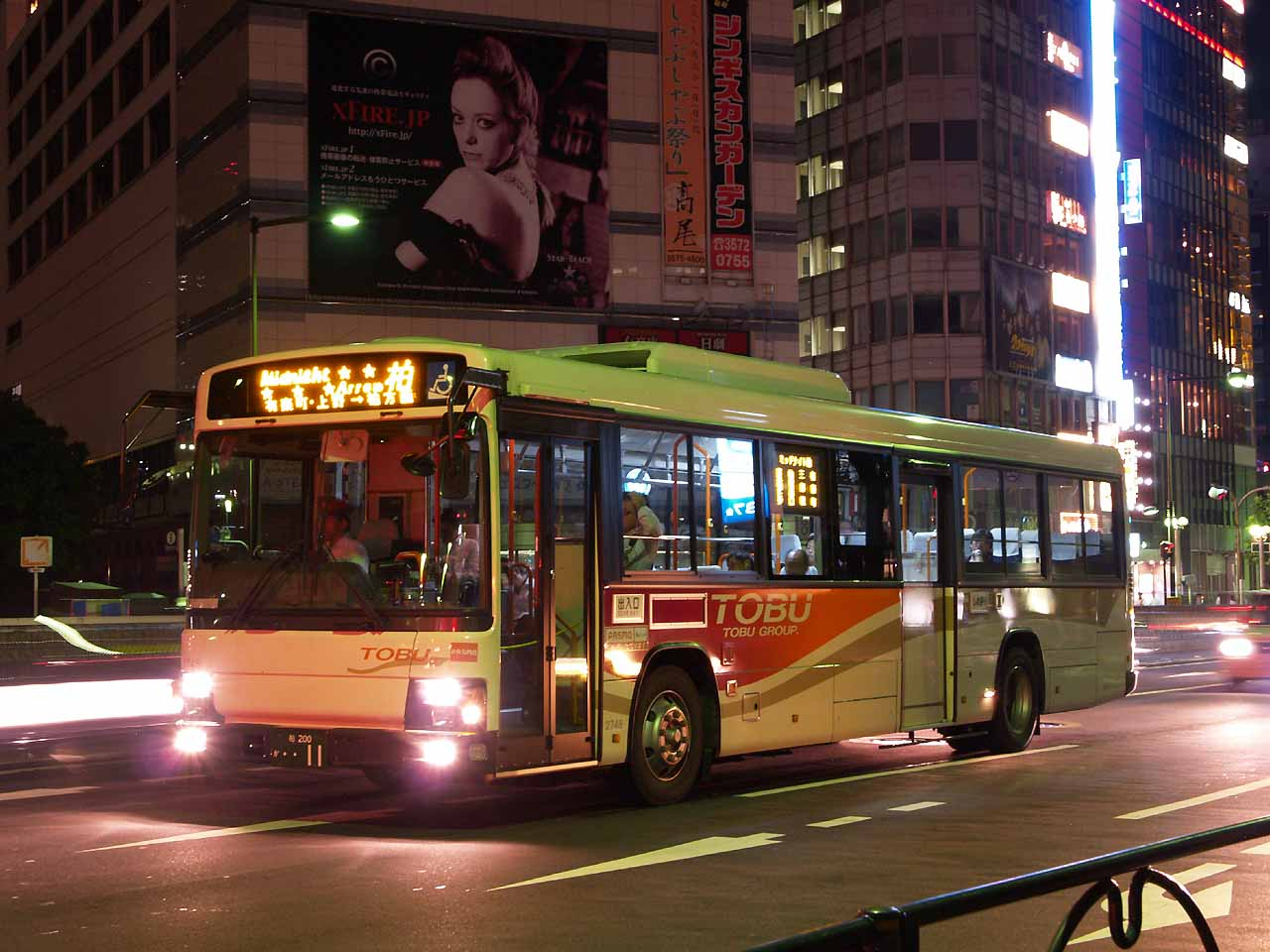
ミッドナイトアロー柏(2748)

深夜急行バスは、「ミッドナイトアロー」の愛称で4路線が深夜の帰宅の足として運行されている。いずれも高速型の車両による運転であったが、交通バリアフリー法の適用に伴い、ワンステップバスをベースとしたワンロマ車への置き換えが進んでいる。いずれの路線も平日のみの運行である。
1989年に東武鉄道バス事業本部初の深夜急行バスとなるミッドナイトアロー川越が運行を開始し、翌年にはミッドナイトアロー柏・ミッドナイトアロー春日部が運行を開始した。2002年に分社されるまでの約13年間は、この3路線での運行が続いていた。
なお、新型コロナウイルス感染症の世界的流行に伴い、2020年4月10日より全便を運休している。

#### 深夜急行バス（東武バスセントラル）
東武伊勢崎線（東武スカイツリーライン）およびJR武蔵野線、首都圏新都市鉄道つくばエクスプレス、東武野田線（東武アーバンパークライン）、JR常磐線沿線の3路線を担当する。
- 伊勢崎線（東武スカイツリーライン）方面
  - ミッドナイトアロー春日部：東京駅（八重洲南口）→上野駅（上野公園山下）→新越谷駅東口→春日部駅西口
    - 開設当初から1994年までは東京都交通局と共同運行していた。
- 首都圏新都市鉄道つくばエクスプレス・東武野田線（東武アーバンパークライン）・JR常磐線方面
  - ミッドナイトアロー柏・我孫子：有楽町マリオン前→上野駅（上野公園山下）→三郷駅北口→流山駅前→流山おおたかの森駅入口→豊四季駅前→柏駅西口→柏の葉キャンパス駅東口→北柏駅入口→我孫子駅北口
- JR武蔵野線方面
  - ミッドナイトアロー吉川・三郷・南流山：新越谷駅東口→越谷レイクタウン駅入口→吉川駅入口→吉川美南駅→新三郷駅→三郷駅北口→南流山駅

#### 深夜急行バス（東武バスウエスト）
東武東上線、東武野田線（東武アーバンパークライン）および埼玉新都市交通伊奈線（ニューシャトル）沿線の、以下の1路線を担当する。
- 東上線方面
  - ミッドナイトアロー川越：池袋駅西口→和光市駅南口→志木駅南口→川越駅東口→本川越駅

#### 深夜急行バス（廃止）
- ミッドナイトアロー大宮・川越：大宮駅西口→シティハイツ三橋→本川越駅→川越駅東口（2007年12月25日-2009年2月10日）
- ミッドナイトアロー和光・志木：池袋駅西口→和光市駅南口→志木駅南口（2008年12月11日-2012年10月29日）
- ミッドナイトアローアーバンパークライン野田：柏駅西口→流山おおたかの森駅東口→運河駅入口→川間駅南口（2014年12月18日-2020年6月30日）
- ミッドナイトアロー伊奈・内宿：大宮駅東口→伊奈中央駅→内宿駅（2020年10月26日廃止[65]）
- ミッドナイトアロー岩槻・春日部：大宮駅東口→岩槻駅→東岩槻駅入口→豊春駅入口→八木崎駅入口→春日部駅西口（2020年10月26日廃止[66]）
- ミッドナイトアロー岩槻：春日部駅西口→八木崎駅入口→東岩槻駅入口→岩槻駅（2020年10月26日廃止[67]）
- ミッドナイトアロー久喜・東鷲宮：上野駅（上野公園山下）→北千住駅西口→新越谷駅東口→春日部駅西口→久喜駅東口→東鷲宮駅西口（2020年10月30日廃止[68]）
- ミッドナイトアロー東松山・森林公園：川越駅東口→坂戸駅北口→東松山駅入口→森林公園駅南口（2020年11月20日廃止[69]）

#### 深夜急行バスの変遷
- 1989年（平成元年） 12月18日 - ミッドナイトアロー川越を運行開始。
- 1990年（平成2年）
  - 2月28日 - ミッドナイトアロー柏を運行開始。
  - 9月4日 - ミッドナイトアロー春日部を上野駅始発で運行開始。東京都交通局と共同運行。
  - 12月20日 - ミッドナイトアロー柏が上野駅に停車開始。
- 1992年（平成4年）12月21日 - ミッドナイトアロー川越の池袋駅出発時刻を15分繰り下げ。本川越駅、札の辻、神明町車庫に停車開始。
- 1993年（平成5年）9月20日 - ミッドナイトアロー柏の経路を変更。八街区、三郷団地、三郷駅北口、流山駅前、豊四季駅、住宅入口に停車開始し、柏駅西口 - 高田車庫間を廃止。
- 1994年（平成6年）4月4日 - 東京都交通局によるミッドナイトアロー春日部が廃止。
- 2002年（平成14年） - 東武バス分社化に伴い、上記3路線を3社が1路線ずつ担当する。
- 2003年（平成15年）12月22日 - ミッドナイトアロー吉川・三郷を運行開始。
- 2005年（平成17年）12月12日 - ミッドナイトアロー岩槻・春日部を運行開始。
- 2006年（平成18年）12月11日 - ミッドナイトアロー久喜を北千住駅西口始発で運行開始。
- 2007年（平成19年）
  - 3月26日 - ミッドナイトアロー岩槻を運行開始。
  - 5月24日 - ミッドナイトアロー久喜の始発停留所を上野駅に変更。
  - 12月11日 - ミッドナイトアロー久喜の上野駅出発時刻を10分繰り下げ。
  - 12月25日 - ミッドナイトアロー大宮・川越を運行開始。
- 2008年（平成20年）
  - 3月17日 - ミッドナイトアロー吉川・三郷の新越谷駅東口出発時刻を30分繰り下げ。
  - 4月25日 - ミッドナイトアロー東松山・森林公園を運行開始。
  - 12月11日 - ミッドナイトアロー和光・志木、ミッドナイトアロー伊奈・内宿を運行開始。
- 2009年（平成21年）2月10日 - ミッドナイトアロー大宮・川越を廃止。
- 2010年（平成22年）7月5日 - ミッドナイトアロー柏を我孫子駅北口へ延伸し、ミッドナイトアロー柏・我孫子に名称変更。
- 2011年（平成23年）5月30日 - ミッドナイトアロー久喜、ミッドナイトアロー春日部で新越谷駅東口からの乗車取り扱いを開始。ミッドナイトアロー春日部の上野駅出発時刻を10分繰り下げ。
- 2012年（平成24年）
  - 4月2日 - ミッドナイトアロー吉川・三郷が吉川美南駅に停車開始。運行担当を足立営業事務所から草加営業事務所に移管。
  - 5月7日 - ミッドナイトアロー柏・我孫子が流山おおたかの森駅入口に停車開始。
  - 10月29日 - ミッドナイトアロー和光・志木を廃止し、ミッドナイトアロー川越に統合。本川越駅 - 神明町車庫間を廃止。
- 2013年（平成25年）12月20日 - ミッドナイトアロー久喜を東鷲宮駅西口へ延伸し、ミッドナイトアロー久喜・東鷲宮に名称変更。
- 2014年（平成26年）12月18日 - ミッドナイトアローアーバンパークライン野田を運行開始。
- 2015年（平成27年）11月30日 - ミッドナイトアロー春日部の始発停留所を東京駅に変更。
- 2016年（平成28年）11月24日 - ミッドナイトアロー吉川・三郷を南流山駅へ延伸し、ミッドナイトアロー吉川・三郷・南流山に名称変更。レイクタウン北、越谷レイクタウン駅入口、三郷駅北口に停車開始し、三郷駅入口 - 早稲田八丁目間を廃止。
- 2019年（平成31年）1月28日 - ミッドナイトアロー吉川・三郷・南流山の経路を変更。新三郷ららシティ、新三郷駅、イケア前、仁蔵南に停車開始し、みさと団地内のバス停を廃止。
- 2020年（令和2年）
  - 3月16日 - ミッドナイトアローアーバンパークライン野田の柏駅西口出発時刻を16分繰り下げ。
  - 4月10日 - 新型コロナウイルス感染症の世界的流行に伴い、深夜急行バス全便を運休。
  - 6月30日 - ミッドナイトアローアーバンパークライン野田を廃止。
  - 10月26日 - ミッドナイトアロー岩槻・春日部、ミッドナイトアロー岩槻、ミッドナイトアロー伊奈・内宿を廃止[70]。
  - 10月30日 - ミッドナイトアロー久喜・東鷲宮を廃止。
  - 11月20日 - ミッドナイトアロー東松山・森林公園を廃止。

## 車両

### 概説
東武バスの車両は、3社が各々所有する形ではなく、東武バスが保有・管理し、3社にリースするという形をとっており、車両増減などの事業計画により、東武バスが仲介役となって3社間を転籍させている。転籍に伴う改造工事は朝日自動車グループの朝日カーメンテナンスで行っている。
発注先メーカーは東武鉄道時代からいすゞ自動車と日野自動車がほぼ半々の割合で、両社がバス部門を統合しジェイ・バスを設立した後も基本は変わっていない。一般路線車は、いすゞ車はセントラル・イースト、日野車はウエストへの導入が多い。

いすゞ車は、地元の群馬県に製造ラインがあった富士重工と川重車体工業、日野車はメーカー標準の帝国自工→日野車体工業（現・トランテックス）と富士重工ボディが混在していたが、1985年（昭和60年）にいすゞ車が富士重工、日野車は日野車体にほぼ一本化された後、ノンステップバス導入を機に栃木県へラインを移転したいすゞバス製造製純正ボディの採択が復活した。これは当時、いすゞ車のノンステップバスに7eが選択出来なかった事による処置でもあった。しかし、キュービックでは前面の1枚ガラスを嫌い、中型車のジャーニーK同様の2枚ガラスとした特注仕様を導入し、この特徴的なフロントマスクは「東武面」と呼ばれた。2000年にキュービックからモデルチェンジしたエルガの初期型（KL-LV280L1）ではノンステップバスにも富士重工製が採択できるようになったため、新7E車体を架装した車両を多数導入し、富士重工の撤退までセントラル・イーストの各営業所とウエストの一部営業所に配置した。
都内地区用は前中扉車、他の地区は前後扉車であるが、大宮地区の日野製大型車が3扉車だった。前後扉車と3ドア車の後扉は折戸で、窓が前扉の折戸より窓が小さいのが特徴であった。ワンステップバス導入以降は全地区で前中扉に統一された。
LED式方向幕のメーカーは、基本的に日野自動車製の車両ではオージ製、いすゞ自動車製の車両ではレシップ（旧・三陽電機製作所）製を採用している。なお、いすゞ自動車製の車両でもオージ製を採用している車両や、日野自動車製でもレシップ製を採用している車両もも存在する。
国土交通省の「ノンステップバス導入率が高い事業者ベスト30（全国・導入比率順）」によればノンステップ車の導入比率は2015年はセントラル91.1%（13位）、ウエスト88.1%（16位）、イースト83.5%（19位）。2018年ではセントラル90.9%（14位）、ウエスト88.4%（15位）、イースト84.3%（21位） である。

2020年12月、ウエストが競合の西武バスともども、トヨタ自動車製燃料電池駆動車『SORA』の納車を受けた。

### カラーリング
1970年（昭和45年）までは青と革色（バフ）の塗装で、一般路線車と貸切車・長距離路線車では色は同じであるがデザインが異なっていた。運転訓練車の2644号車はこの塗装に復刻されているが、青帯の数が1本少なかったり、前面・後面に「東武」と表記されているなど差異がある。1970年からは、路線車についてはアイボリーと青に変更された。1985年に現行塗装である、東武鉄道の日光線方面優等列車用車両と同じオレンジ・赤に変更された。
塗装上部には「東武バス」と表記されているが、分社化後に導入した車両は譲渡車も含め「東武」と表記されていた。2011年以降に導入された新車は「東武バス」の表記に戻っている。
1970年以降の貸切車・長距離路線車の塗色は白をベースに青・橙・グレーが配されたもので、スーパーハイデッカー車については配色はそのままでデザイン変更が行われた。また1992年からは、車体の社名表記が「TO-B」から「TOBU」に変更された。その後、1994年4月に東武グループ貸切共通色（白をベースに後ろに向かって赤～オレンジのグラデーション）が導入され、ほぼこれに統一されている。
2005年から全車両に、車体側面後部下に小さく「東武バス（各社の名称）」が入るようになった（分社化後の正式な事業者名を表記するため：道路運送法第九十五条）。
高速バス「ONライナー号」では専用の統一カラーを採用していた。その後、他社が自社カラーに変更した後も2008年まで専用カラーが残っていたが、車両代替により消滅している。
2017年10月22日から、1985年までの一般路線車の旧塗装を復刻した車両が、東武バスイースト西柏営業事務所管内で運行開始された。この他、2022年には足立営業事務所に貸切車の旧塗装を再現した車両が、2024年には川越営業事務所に1962年〜1967年の貸切車塗装を再現した車両が導入されている。

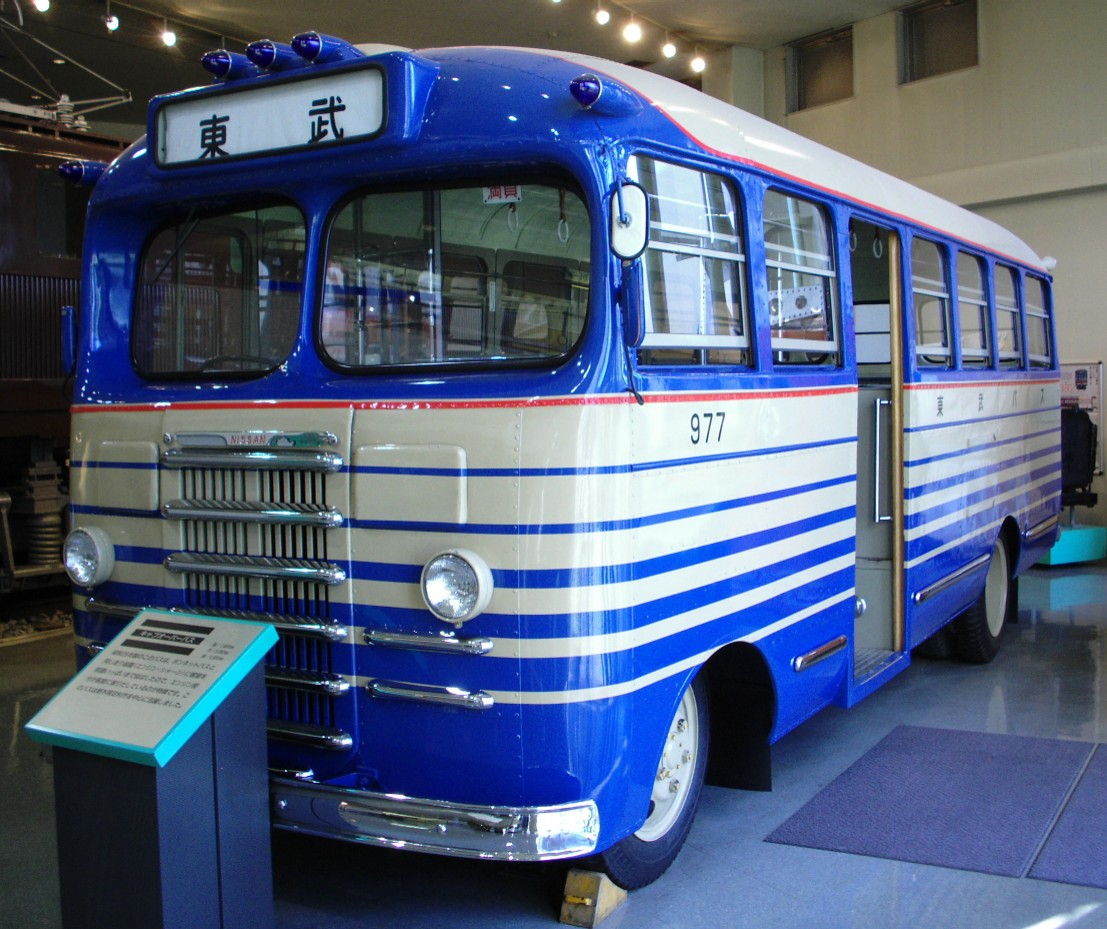
1970年までの一般路線車旧々塗装（東武博物館保存車両）
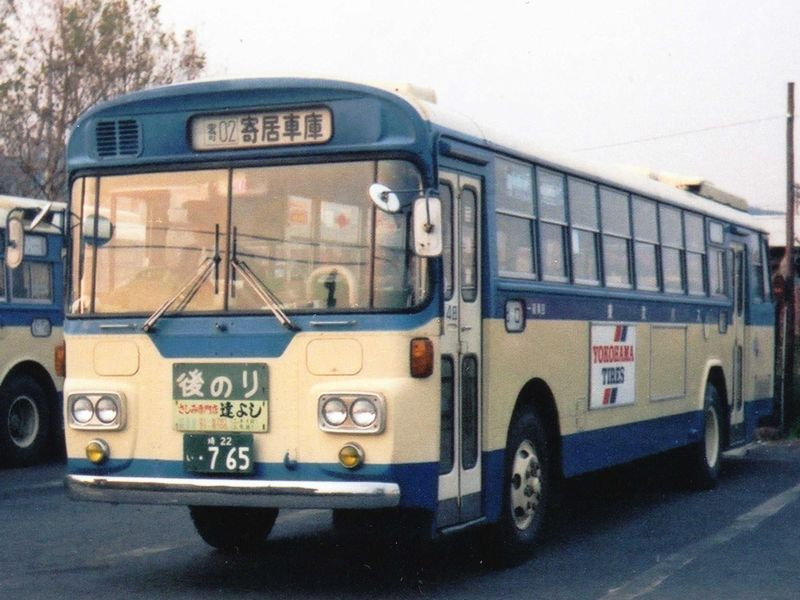
1970年から1985年までの一般路線車旧塗装
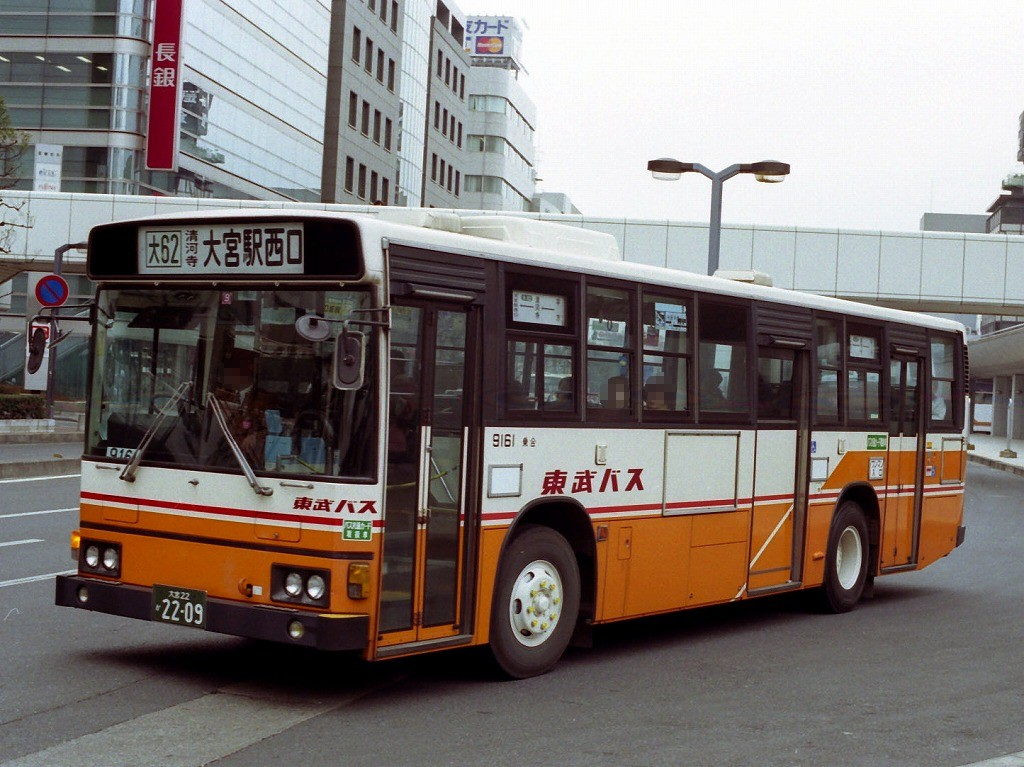
1985年以降の一般路線車現行塗装
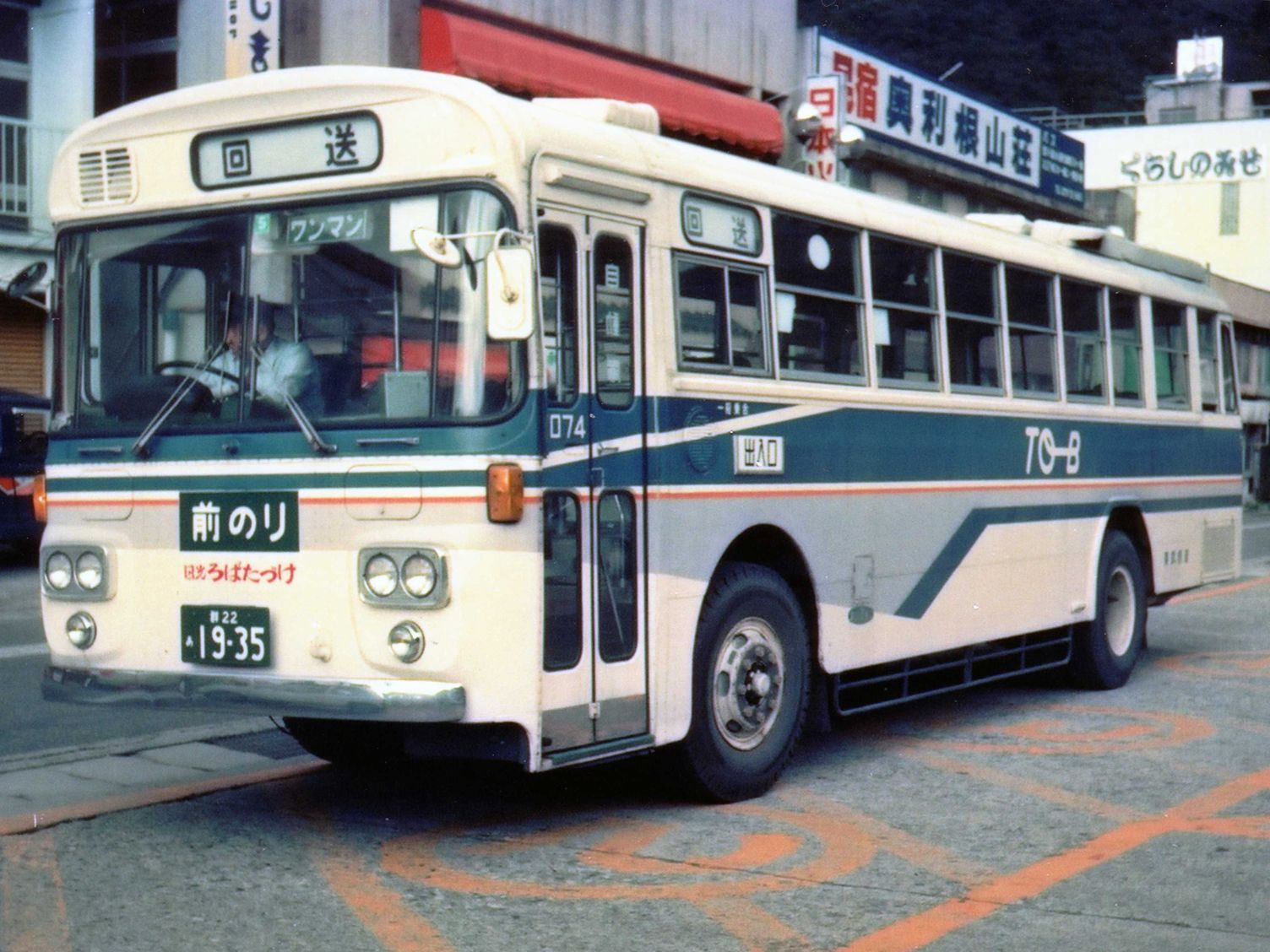
共通デザイン化前の東武バス観光色
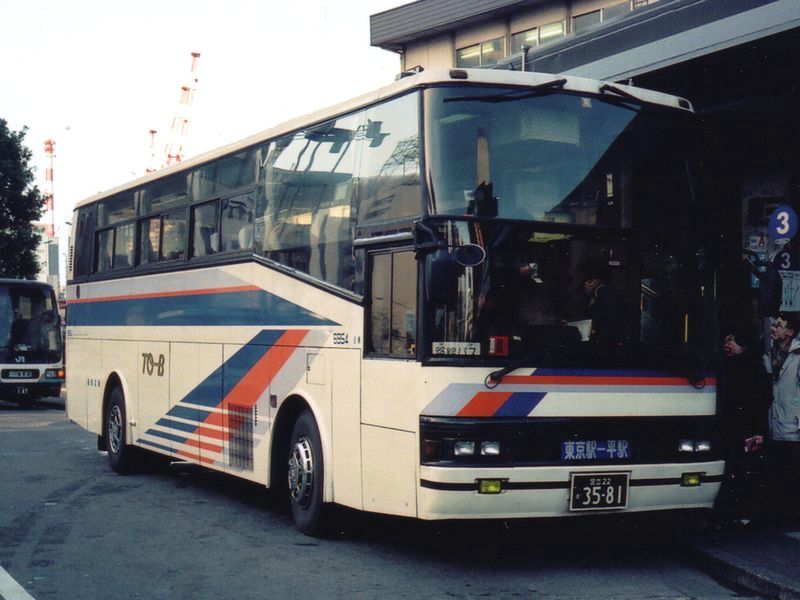
スーパーハイデッカーはデザインが異なる
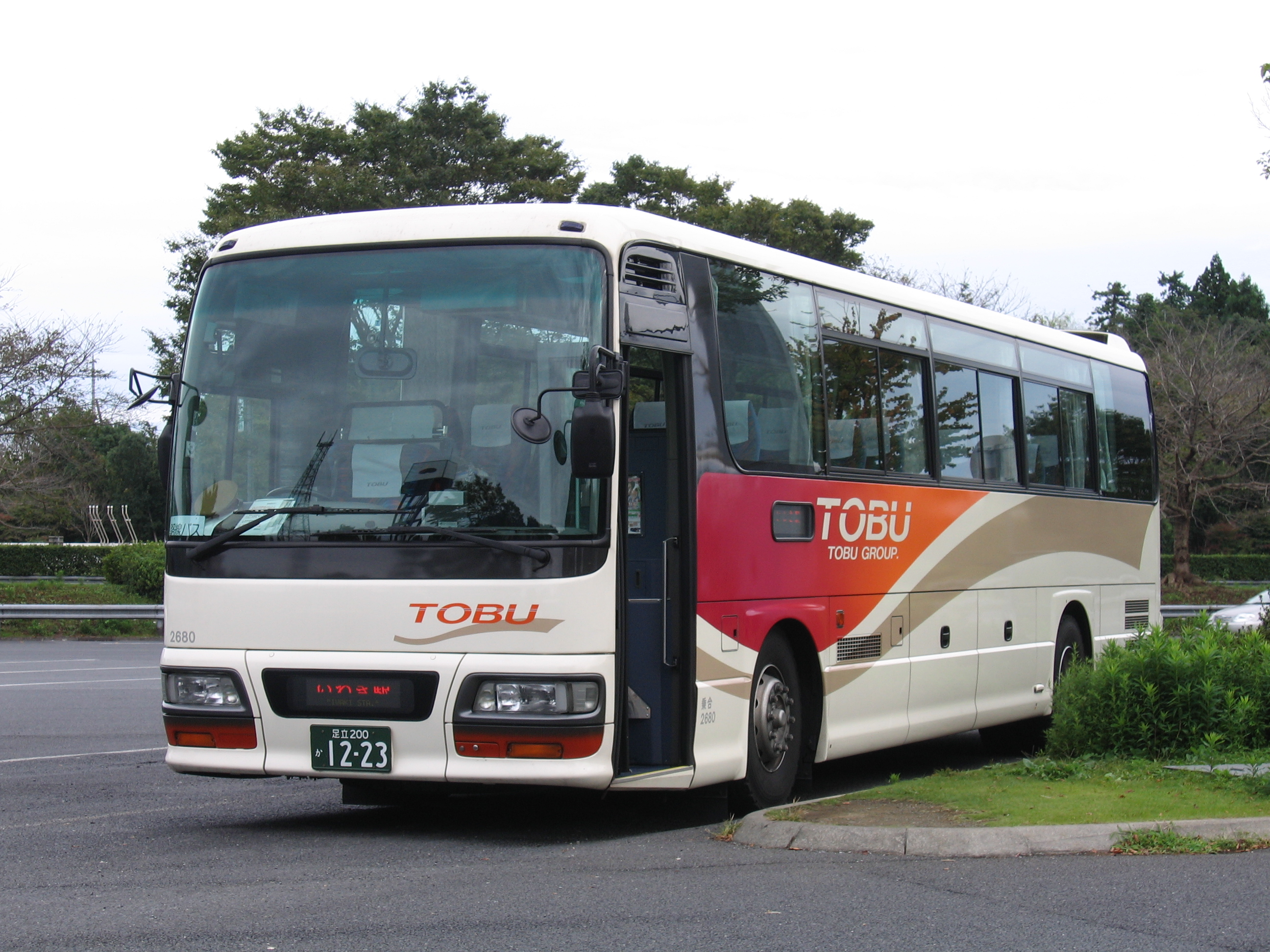
グループ共通色となった貸切・高速車の塗装
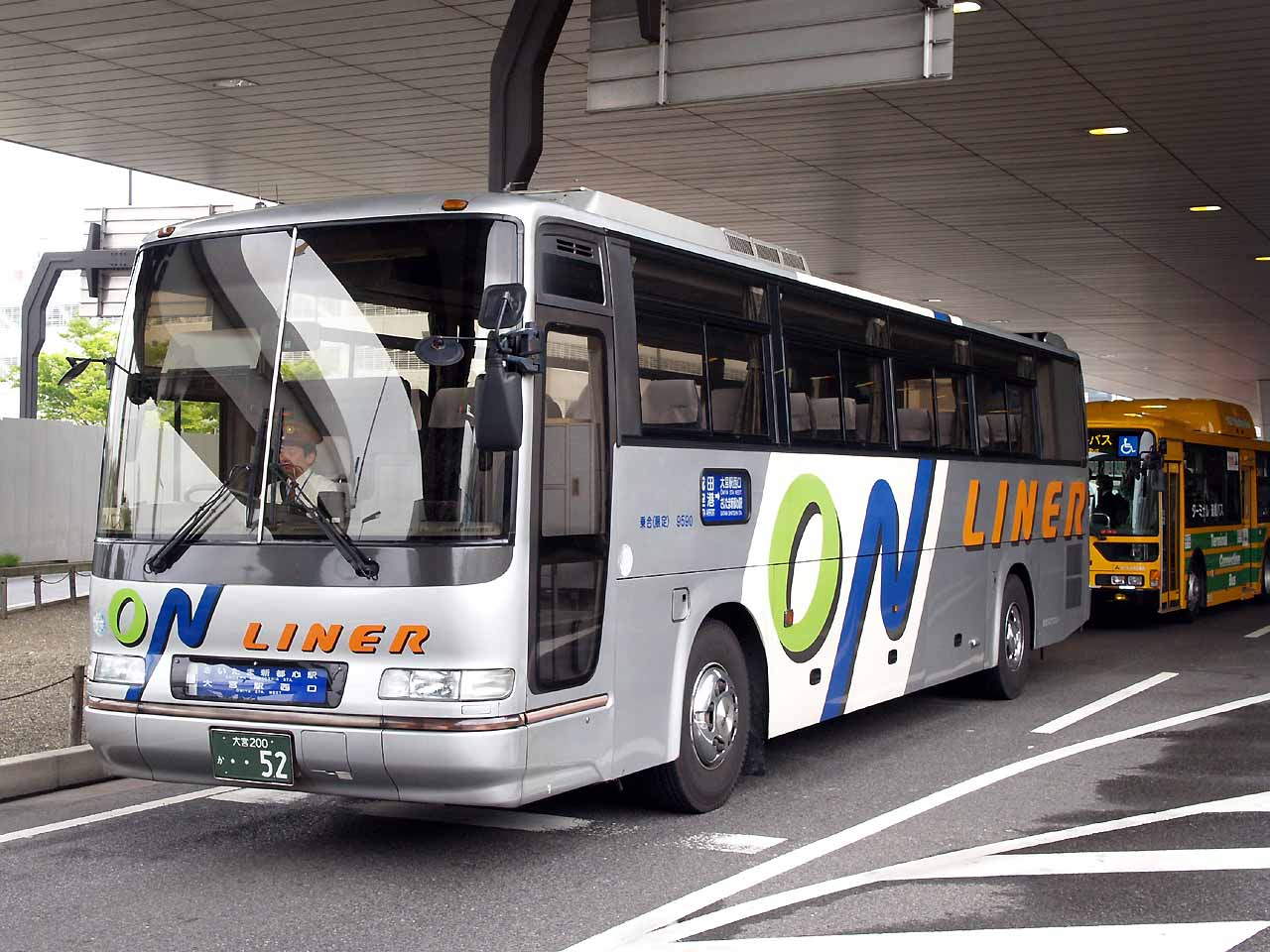
東武バスウエストのONライナー専用色
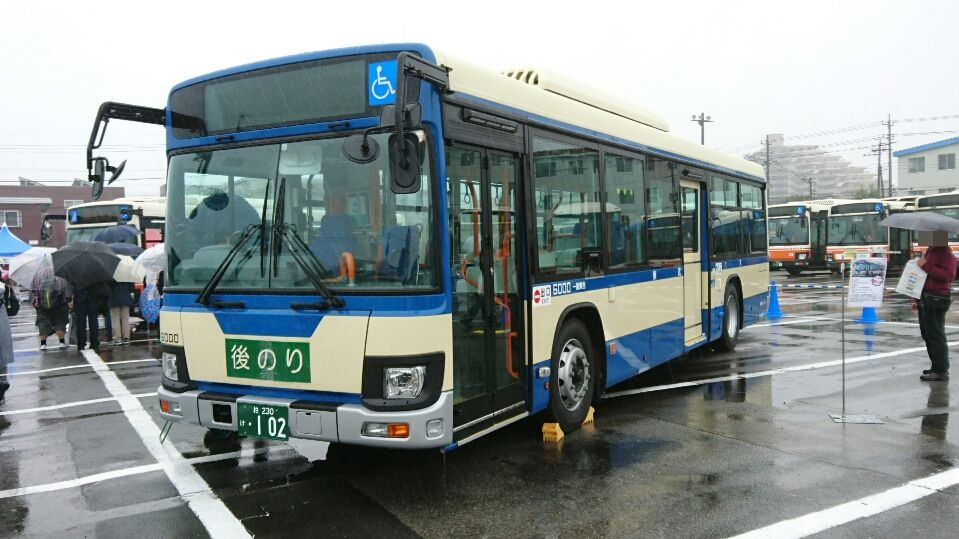
2017年10月22日から運行開始したリバイバルカラー

### 社番
| 9    | 919      |
| ---- | -------- |
| 記号 | 固有番号 |

- 記号
奇数（9999の次は5000）...日野自動車製とトヨタ自動車製
偶数（2999の次は6000）...いすゞ自動車製
3000番台...三菱ふそうトラック・バス製
8000番台...UDトラックス（旧:日産ディーゼル）製
- 固有番号
  - 000から999までの連番

上記の法則により、「9919」は日野車の919号車ということになる。

### 廃車車両の譲渡
東武バスで役目を終えた車両は全国の地方事業者に譲渡され、引き続き使用されている。2000年以降に埼玉県を含めた首都圏が「自動車から排出される窒素酸化物及び粒子状物質の特定地域における総量の削減等に関する特別措置法（自動車NOx・PM法）」による排出ガス規制強化地域に指定され、車両のライフサイクルが短くなった（排出ガス規制強化前は20年使用）ことなどから同年以降から増加している。廃車車両の譲渡はグループ外はもちろんのこと、東武グループである朝日自動車グループの会社も含めて、東武グループの外商部や指定入札業者を経由しての譲渡となる。
主な譲渡先は、道南バス・くしろバス・十勝バス・道北バス・ジェイ・アール北海道バス・ジェイアールバス東北・下北交通.岩手県交通・日本中央バス・群馬バス・新常磐交通・茨城オート・茨城交通・日立電鉄交通サービス・関東自動車・長電バス・諏訪バス・中鉄バス・JRバス中国・九州産交バス・熊本電気鉄道・熊本都市バス・いわさきバスネットワーク・那覇バス・琉球バス交通・東陽バス・やんばる急行バス・カリー観光・東運輸などである。
また、遠く海外のミャンマー・ヤンゴン（右側にドアを取り付けるなど、右側通行に合わせた改造済み）や、北朝鮮の経済特区・羅先特別市でも、かつての東武バス車両と思わしきバスが走っているのが確認されている。ただし海外での車両については、譲渡先を経由した後にさらなる転売などを経て輸出されたもので、東武グループがミャンマーや北朝鮮の業者と直接取引しているわけではない。
なお、東武グループ内朝日自動車グループへ東武バスから譲渡されるケースは、近年数を減らしている。これは、朝日自動車グループも多くのエリアが排出ガス規制強化地域内にあり、地域内の事業者・営業所が新車を投入し、一定期間経っている車両を地域外である北関東エリアの事業者・営業所へ移管し、古い車両を置き換えて、ここで東武バス同様に廃車・地方事業者へと至る流れが出来ているため。なお、旧東武鉄道バス事業本部から朝日自動車グループへの移管時（詳細は後述）は、大量の東武バス車両も一体的に移管されたが、すでに殆どの車両が廃車となっている。2025年現在、朝日自動車グループの乗合車で東武バスの中古車両を使用しているのは、朝日自動車の越谷営業所でいすゞ・エルガ(KL-LV280L1改)、富士重工新7Eボディ車 (元 東武バスイースト社2576号車)と、同じく朝日自動車の菖蒲営業所で日野ブルーリボンII(PJ-KV234L1、元 東武バスウエスト社9843号車)の2台が活躍している。

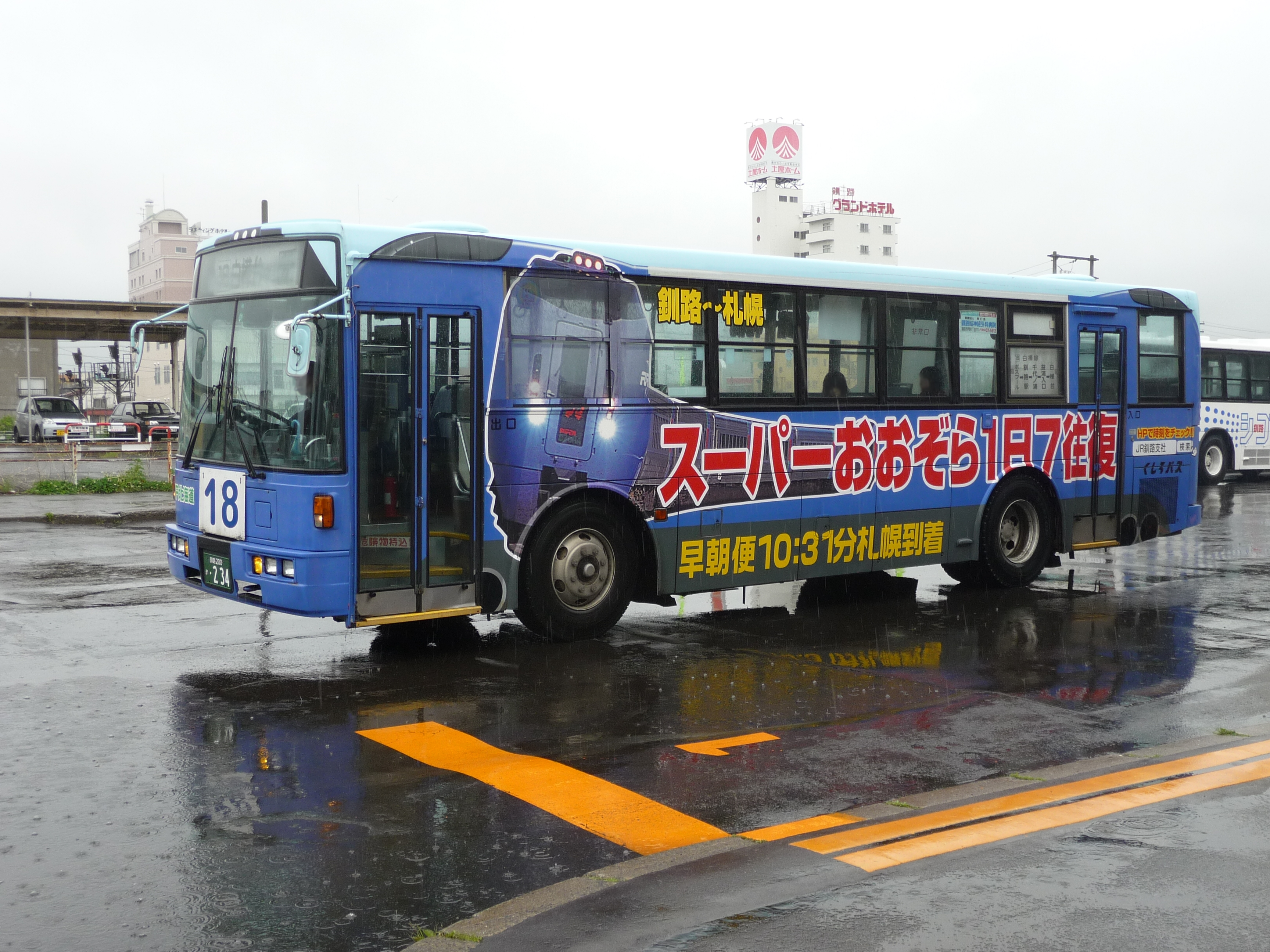
くしろバスへの譲渡車
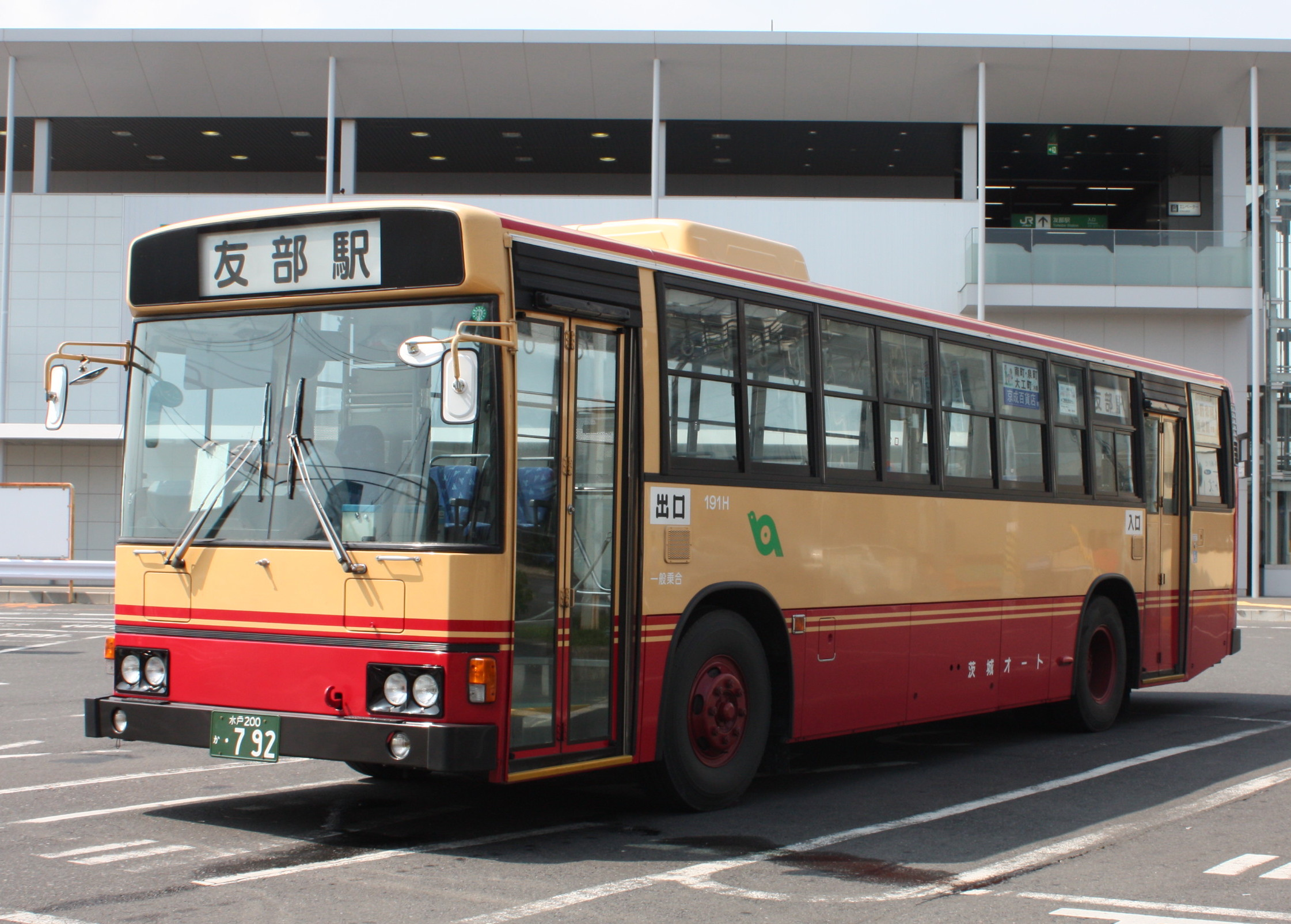
茨城オートへの譲渡車
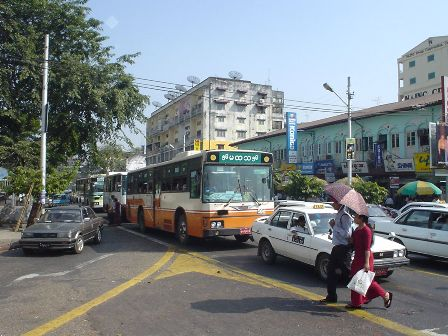
ヤンゴン市内を走る「東武」バス（2003年）
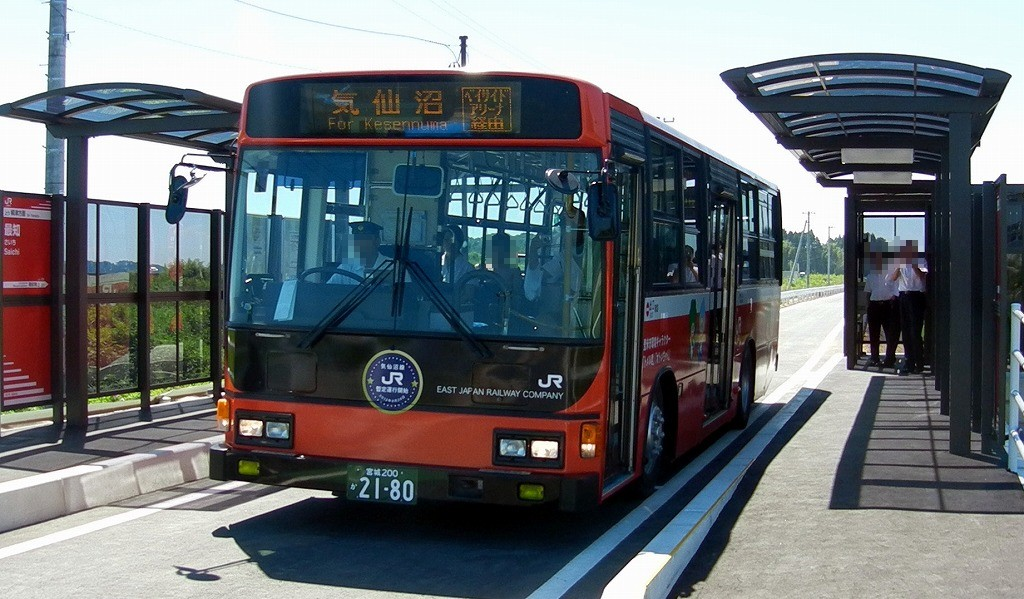
JR東日本への譲渡車（BRTの車両）